# Jesuitenreduktion

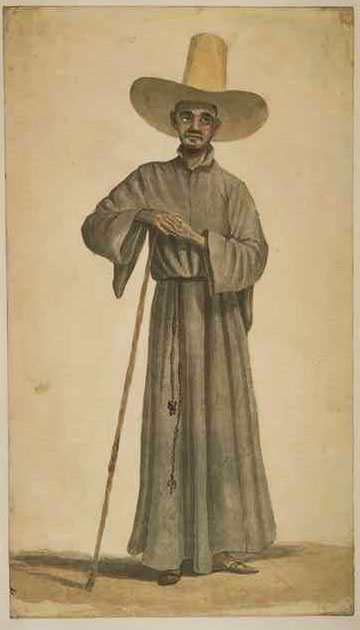
Jesuitenmissionar in Brasilien im 18. Jahrhundert

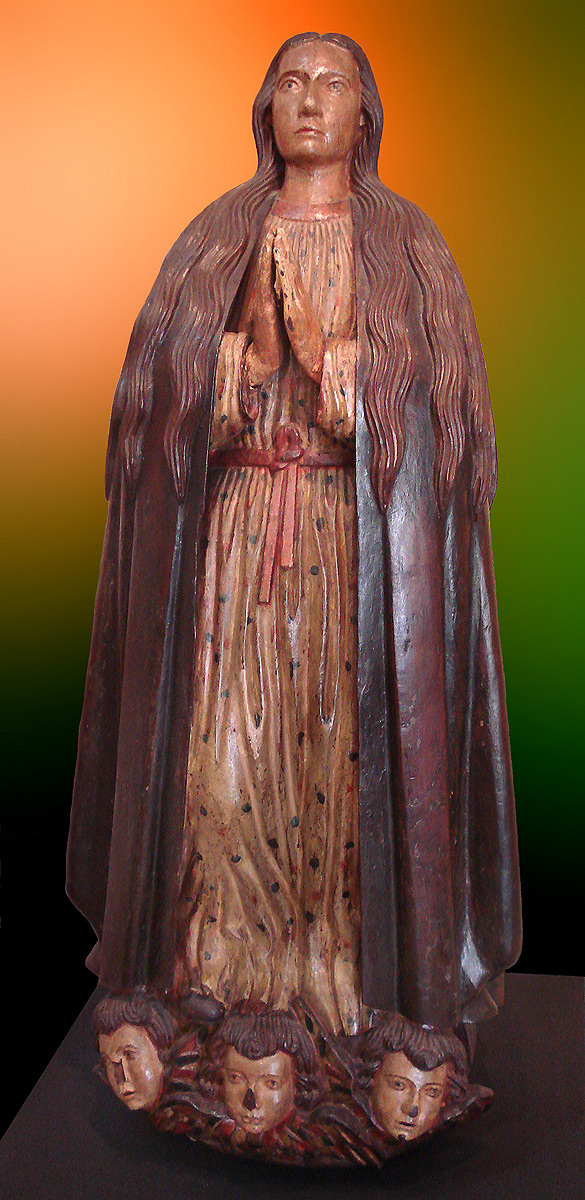
Polychrome Muttergottes-Statue aus Jesuitenreduktion im Museum Júlio de Castilhos, in Porto Alegre, Brasilien

Als Jesuitenreduktion wird eine von den Jesuiten errichtete Siedlung für die indigene Bevölkerung in Südamerika bezeichnet. Jesuitenreduktionen waren ein jesuitisches Missionswerk in der Zeit von 1609 bis 1767. Dabei wurden Hunderttausende Mitglieder der indigenen Bevölkerung Südamerikas in festen Siedlungen, den sogenannten reducciones („Reduktionen“), zusammengeführt. Wegen der später erlangten weitgehenden Unabhängigkeit von der spanischen Obrigkeit wurden manche Jesuitenreduktionen als Jesuitenstaat bezeichnet.

## Hintergrund

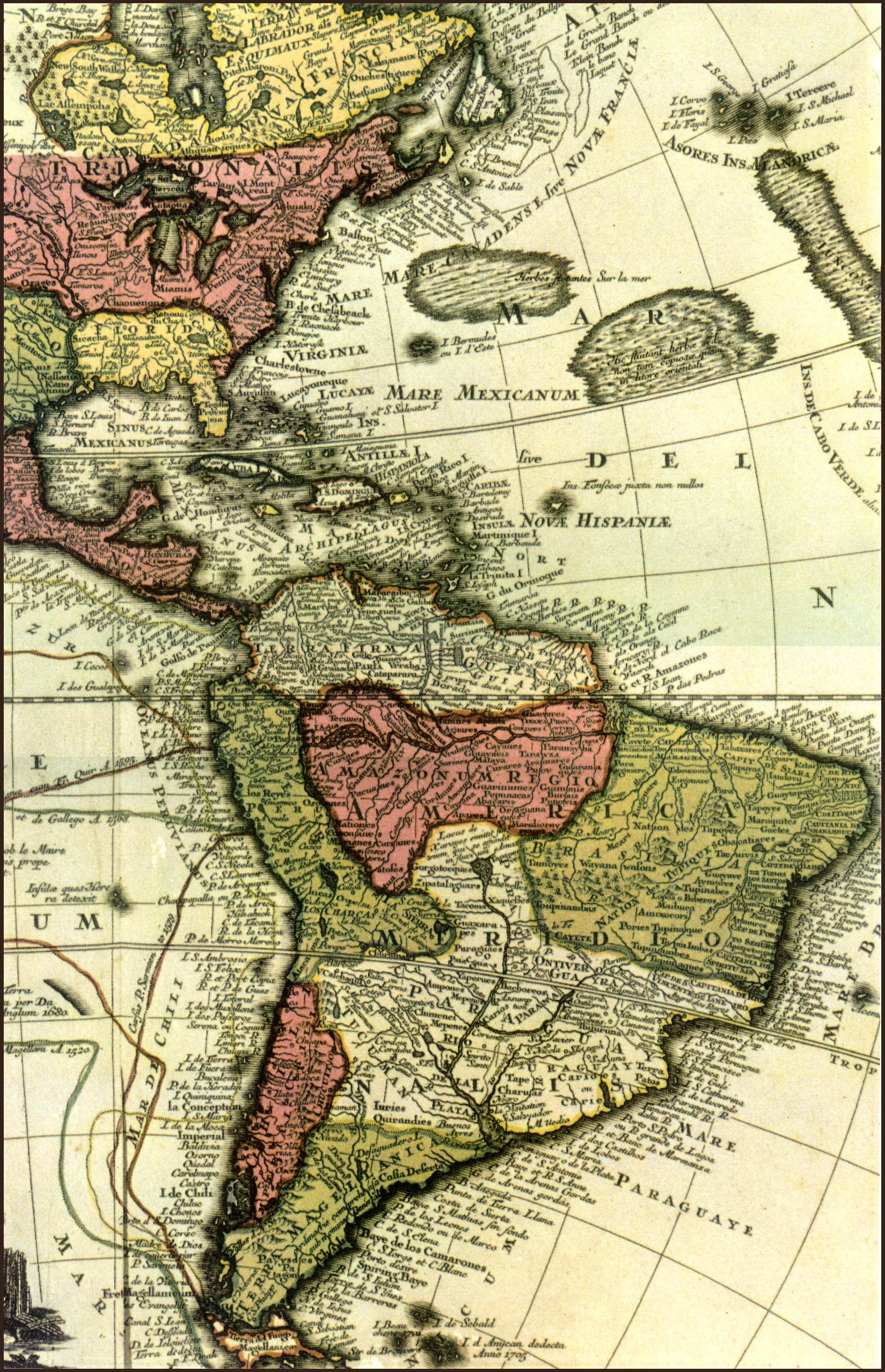
Karte Amerikas von 1705

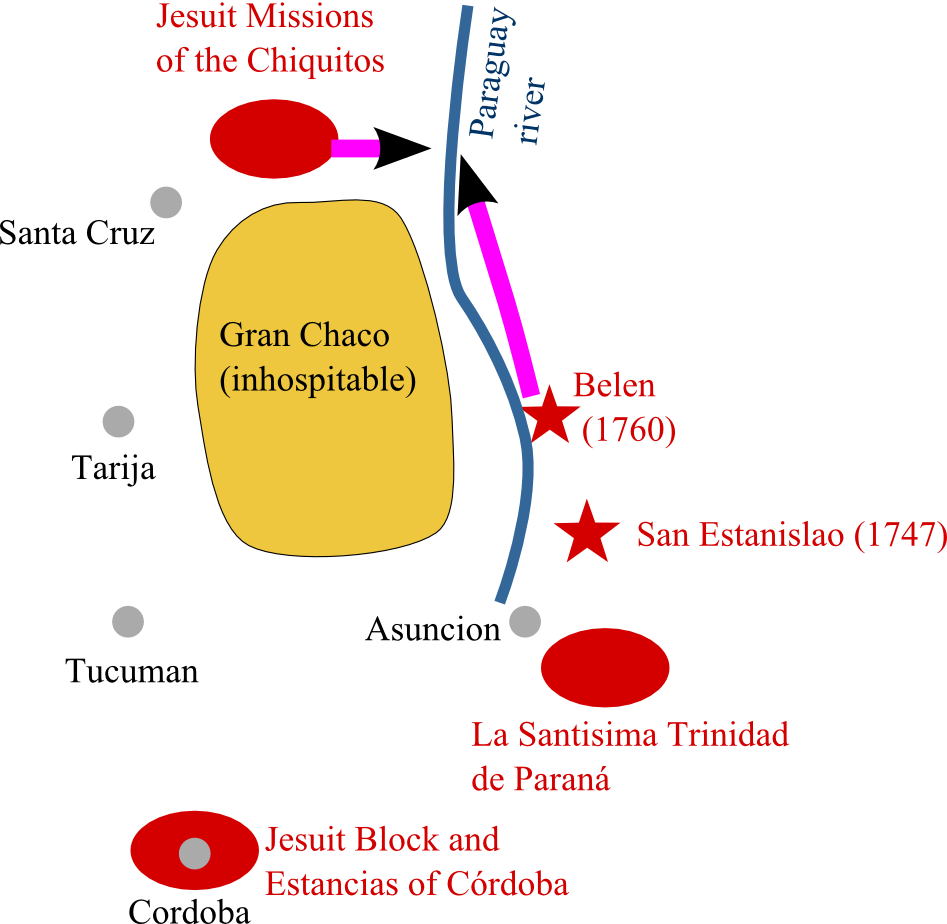
Reduktionen im Chaco

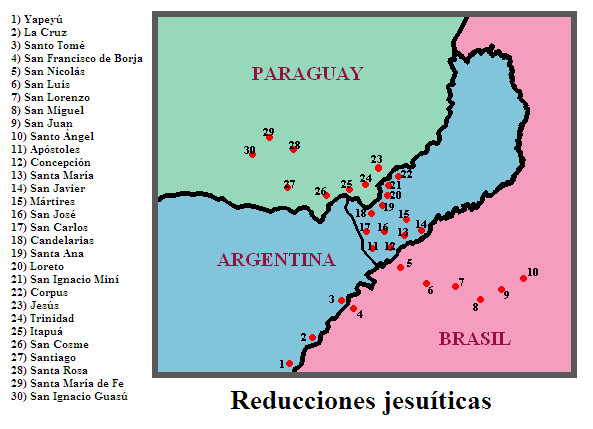
Standorte der wichtigsten Jesuitenreduktionen in Argentinien, Brasilien und Paraguay mit derzeitigen Landesgrenzen

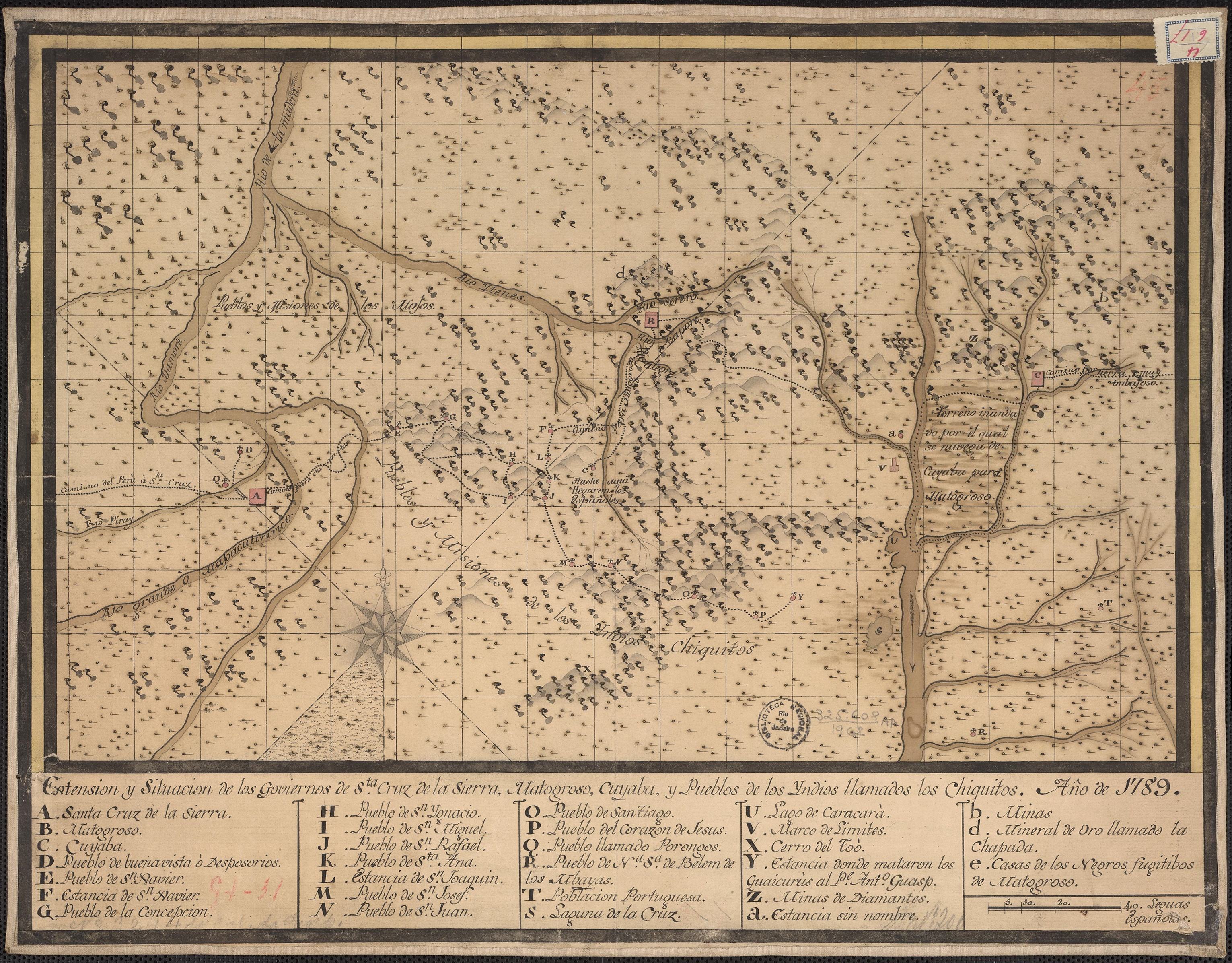
Karte der Region mit den ehemaligen Jesuitenreduktionen in Chiquitanía, Bolivien 1789

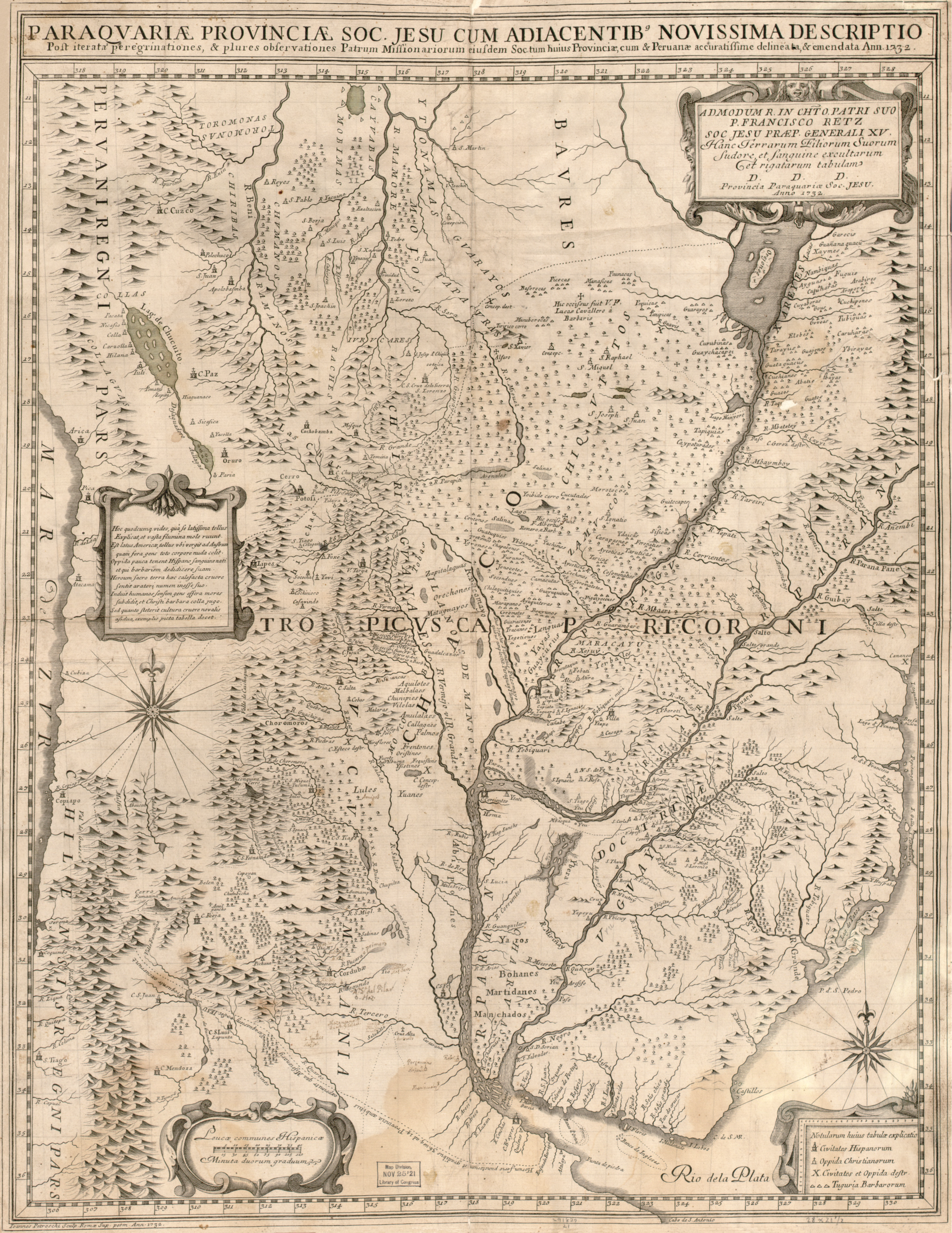
Karte von 1732 der Provinz Paraguay mit Reduktionen (total ca. 60 markiert) und Reisewegen

Die Entdeckung Amerikas Ende des 15. und Anfang des 16. Jahrhunderts durch die damaligen europäischen Großmächte Spanien (Juan Díaz de Solís) und Portugal und die darauffolgende schrittweise grausame Eroberung (genannt Conquista Lateinamerikas) erschloss enorme Mengen neuer Rohstoffvorkommen.
Der Franziskaner Luis de Bolaños kam 1575 nach Asunción und entwickelte die Idee der reducciones für Einheimische, um sie vor Sklaverei und anderen Formen der Ausbeutung zu schützen.
Die ersten missionarischen Schritte hatte die Römisch-katholische Kirche in direktem Zusammenhang mit den Eroberungsfeldzügen der Konquistadoren unternommen. Schon im Zeitraum von 1547 bis 1582 wurden in Paraguay, Tucumán und in Buenos Aires Diözesen errichtet. Die frühesten Glaubensverkünder im Subkontinent waren Wanderprediger als Gefolge oder Vorhut der erobernden Armeeteile. Deren Wirkung war mäßig, da sich die neuen Glaubensansichten mit dem Heidentum vermischten. Diese Missionierung in Verbindung mit der gewaltsamen Eroberung traf meistens auf ablehnende, oft auch feindselige Reaktionen der Ureinwohner, die nun nicht nur ihre soziopolitische, wirtschaftliche und kulturelle Selbstständigkeit, sondern auch ihre religiösen Anschauungen verlieren sollten.
Aus diesen Erfahrungen rührte bei einigen Kolonialisten der Versuch, den christlichen Glauben auf neue Weise zu verbreiten. Daraufhin entstanden Vorformen der späteren Reduktionen. Diese gab es schon in der Frühzeit der Kolonialisierung Amerikas als Mittel zur besseren Ausbeutung der indianischen Arbeitskraft auf den Antillen. Dort wurden die Reduktionen im heutigen Guatemala von Franziskanern, Mercedariern, Kapuzinern, Dominikanern und Hieronymiten erstmals als Instrument der Glaubensverkündigung angewendet.

## Staat und Kirche
Im 17. und 18. Jh. waren in Portugal und Spanien der Staat und die Römisch-katholische Kirche miteinander verbunden. Der jeweilige Monarch bestimmte, wer als Missionar zugelassen wurde. Er legte die Missionsmethode fest, verfügte über Bischofsernennungen und Kirchenorganisationen.
Die missionarische Durchdringung Südamerikas konnte nur mit dem militärischen Schutz und der materiellen Unterstützung der Krone gelingen. Durch den Strukturverbund von Staat, Kirche und Missionswerk entstanden jedoch ernsthafte Spannungen.
Die nach eigenen Regeln strukturierten Jesuitenreduktionen, auch Jesuitenstaat genannt, waren weitgehend politisch und wirtschaftlich unabhängig.

## Heiliges Experiment
Kurz nach der Gründung der Gesellschaft Jesu durch Ignatius von Loyola (1540) bat ihn Portugals König Joâo III um Entsendung einiger Patres in die amerikanischen Besitzungen der portugiesischen Krone. Dies weil die Jesuiten bei ihren Missionen zur Verbreitung des Glaubens besonderen Wert auf Anpassungsfähigkeit („Akkommodation“) und Kulturaustausch legten, um auf diese Weise den menschlichen Bedürfnissen der Einheimischen und deren Würde am besten gerecht zu werden. Darauf betraten die ersten Jesuiten 1549 amerikanischen Boden, allerdings nicht mehr als die ersten Missionare. Man versprach sich von ihnen eine große Hilfe zur Förderung des Friedens, um dadurch eine Verbesserung der Bekehrung und Ausbildung der Einheimischen zu erreichen.
Eine 1603 abgehaltene Synode sprach sich für Maßnahmen gegen die Ausbeutung der Einheimischen aus, indem man diese von Spaniern trennen sollte, um eine erfolgreiche Missionierung zu erreichen. Damit erhielten die Jesuiten das Recht, ihr Reduktionssystem innerhalb des spanischen Kolonialgebietes anzuwenden. Dieses Unternehmen wurde bald bewundernd und später spöttisch als „Heiliges Experiment“ bezeichnet.
Nachdem die Jesuiten zuerst nur unter den Kolonisten Südamerikas gewirkt hatten, beteiligten sie sich ab 1576 an der Mission unter den Einheimischen. Diese begann zuerst im Juli am Titicacasee im Süden Perus, wo Vorstellungen und Modelle für die Indianermission erarbeitet wurden, um die schwer zugängliche indigene Bevölkerung im Tiefland für das Evangelium zu gewinnen. Die ersten Erfahrungen waren wegweisend für die integrierende Missionierung in anderen Teilen des Kontinents, wie in Ecuador, Bolivien und besonders ab 1588 in Paraguay bei den dort ansässigen Guaraní.
Die Anstrengungen der Jesuiten konzentrierten sich auf die Vermeidung der Schwierigkeiten des Encomienda-Systems, wie Unterdrückung der Einheimischen mit Gewalt mit folgender Verabscheuung der Religion der Unterdrücker und deren Beispiel. Der Geist der Reduktionen entsprach daher einem anti-kolonialen Experiment und war so letztlich nicht kompatibel mit den Zielen der Kolonialmächte – ja diesen diametral entgegengesetzt. Dieses Vorhaben der Jesuiten, das vom spanischen König Felipe III. mächtig unterstützt wurde, provozierte eine Feindseligkeitswelle der Kolonisten. Dagegen erließ der König eine Anzahl von Dekreten und erlaubte finanzielle Zuwendungen aus der Staatskasse, um das Problem der Unterdrückung der Einheimischen auf diese Weise legal zu regeln.

### Ausbildungsstätten und erste Reduktionen
Neben der Gründung von Schulen, Kollegs, Gymnasien und Retreats in vielen Gegenden (z. B. in Santiago del Estero, Asunción, Córdoba (hat seit 1621 eine Universität), Buenos Aires, Corrientes, Tarija, Salta, San Miguel de Tucumán, Santa Fe, La Rioja) wurden auch Reduktionen zum Schutz der Einheimischen erstellt. Der 5. General der Jesuiten, Claudio Acquaviva, insistierte auf die Erstellung von Zentren an den attraktivsten Orten. Dies wurde durch den ersten Leiter der 1606 gegründeten Provinz Paraguay, Diego de Torres Bollo, gemäß einem neu beschlossenen einheitlichen Modell der Missionierung umgesetzt, so dass sechs Jahre später – nach anfänglich nur sieben – 113 Patres hier im Einsatz waren.
Gemäß einer königlichen Cédula Real vom 30. Januar 1607 war es zukünftig verboten, zu Christen getaufte Einheimische als Leibeigene einzusetzen. Ungetaufte Einheimische wurden lediglich als minderwertige „Wilde“ angesehen. Die königliche Cédula Magna vom 6. März 1609 schrieb noch weitergehend vor: „Die Indianer sollen so frei sein wie die Spanier“.
Mit dem Begriff „Reduktion“ wurde die Grundlage für eine humane, erfolgreiche Missionierung und Glaubensverkündigung bewiesen: Der Zusammenzug der bisher als Jäger und Sammler, allenfalls zwischendurch auch Ackerbau treibenden, nomadisch verstreut lebenden und sich selbst versorgenden Einheimischen in gemeinsamen Siedlungen zur Sesshaftwerdung.
Die ersten Reduktionen wurden in der damaligen Provinz Guayra (heute Bundesstaat Paraná in Brasilien) aufgebaut: 1609 in Loreto del Pirapó am Rio Paranapanema, gefolgt 1611 von einer weiteren in San Ignacio Miní. Bis 1630 wurden weitere elf Siedlungen mit 10.000 zum Christentum bekehrten Einheimischen aufgebaut. All dies gelang den Jesuiten nicht zuletzt deshalb, weil die Einheimischen fortwährend von Sklavenjägern und Plünderern gejagt wurden. Sie flüchteten in großer Zahl in die Reduktionen, wo sie sicheren Unterschlupf fanden. Das Territorium der Reduktionen unterstand unmittelbar der Gerichtsbarkeit der Krone.

### Aufbau weiterer Reduktionen
Da sich die Reduktionen bewährten, wurden sukzessive weitere aufgebaut, so dass es letztlich rund 100 Siedlungen wurden. Deren Bewohnerzahlen variierten beträchtlich, da immer wieder Epidemien grassierten, denen die Einheimischen wegen mangelnder physischer Resistenz oft erlagen.
Bei den Guaraní entstanden im Raum des heutigen Paraguay sowie in den heutigen argentinischen Provinzen Misiones und Corrientes und im brasilianischen Bundesstaat Rio Grande do Sul letztendlich 30 Guaraní-Reduktionen, mit im Jahr 1732 maximal über 140.000 Bewohnern. Im Zeitraum 1610 bis 1768 wurden dort über 700.000 Einheimische als Christen getauft. Im Raum der Chiquitos im Osten des heutigen Bolivien wurden zwischen 1696 und 1790 10 Chiquitos-Reduktionen mit im Jahr 1765 23.288 Bewohnern (4.981 Familien) aufgebaut. In den drei Reduktionen der Taruma (zwischen den Guaraní und den Chiquitos in San Joaquin, San Estanislao und Belen) wohnten 1766 3.777 Menschen in 803 Familien. Zwischen 1645 und 1712 bestanden auch am Amazonas im Grenzgebiet zwischen Peru und Brasilien reduktionsähnliche Jesuitenmissionen bei den Omagua mit mehr als 30 Dörfern, die zuletzt vom böhmischen Missionar Samuel Fritz betreut wurden, der sich mit Unterbrechungen durch seine Forschungsreisen seit 1685 bei den Indianern aufhielt. Bei elf verschiedenen Indianerstämmen im Gran Chaco wurden zwischen 1735 und 1767 fünfzehn Reduktionen gegründet mit über 17.000 Bewohnern, davon wurden 5.000 christianisiert. Weitere Reduktionen entstanden bei den Chiriguanos und Mataguayos in Tucumán und Nord-Patagonien (Terra Magallonica), wie z. B. Nuestra Señora del Pilar.

### Verteidigung der Reduktionen

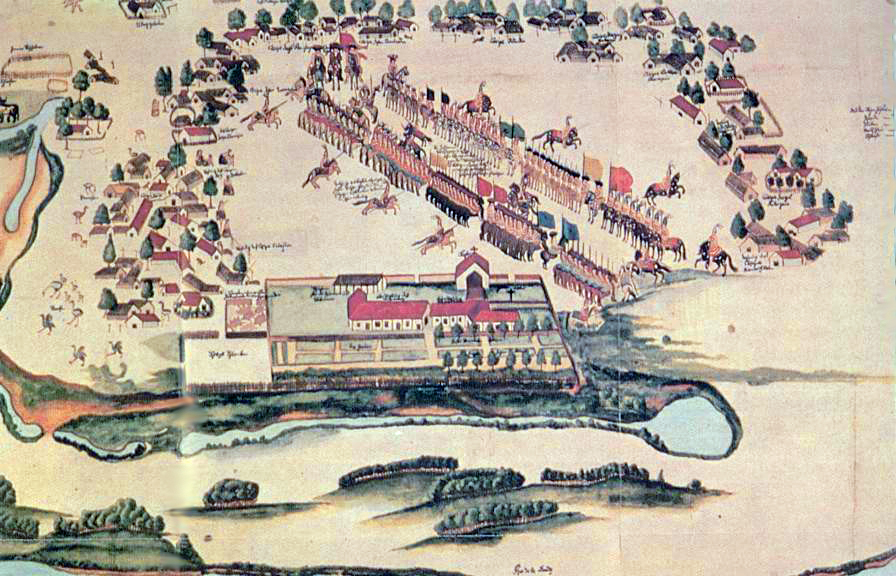
Florian Paucke: Im 18. Jh. durften einige Reduktionen bewaffnete Milizen halten. Hier präsentieren sich auf dem Vorplatz Kavalleristen, bereit zur Abwehr von Angriffen.

Die durch den Erfolg der Reduktionen verspürte Konkurrenz löste zunehmende Feindseligkeiten seitens der Konquistadoren, der zivilen Händler und Unternehmer (wie z. B. António Raposo Tavares) aus. Ihr Unmut entlud sich in Schikanen und wiederkehrenden Angriffen auf die Jesuitenreduktionen. Um 1630 wurden ganze Dörfer überfallen und niedergebrannt, Zehntausende von Einheimischen wurden entweder dem Sklavendienst zugeführt oder ermordet. Vergeblich erbaten die Jesuiten bei den spanischen und portugiesischen Autoritäten Schutz; diese wollten oder konnten nicht helfen. Aufgrund dieser grausamen Erfahrungen erhielten dann die Jesuiten von König Philipp IV. die Erlaubnis zum Aufbau einer bewaffneten Miliz zur Verteidigung der Reduktionen. So entstand bis 1640 ein mit Schusswaffen bewehrtes, gut diszipliniertes „Indioheer“. Diese Maßnahme sollte sich bei einem weiteren Angriff der Bandeiranten (auch genannt Paulistas) 1641 in einer Abwehrschlacht bewähren.
Die Hauptstärke der Reduktionenverteidigung war deren Kavallerie. Diese wurde vom König oder Gouverneur oft für die Abwehr von Paulistas oder bei Auseinandersetzungen mit den Portugiesen und den Engländern, die Buenos Aires bedrohten, eingesetzt. Von 1637 bis 1735 wurden die Verteidigungsdienste der Reduktionen auch vom König über 50 mal beansprucht, oft mit vielen Opfern und Verlusten unter den Einheimischen.

### Anlage der Reduktionen

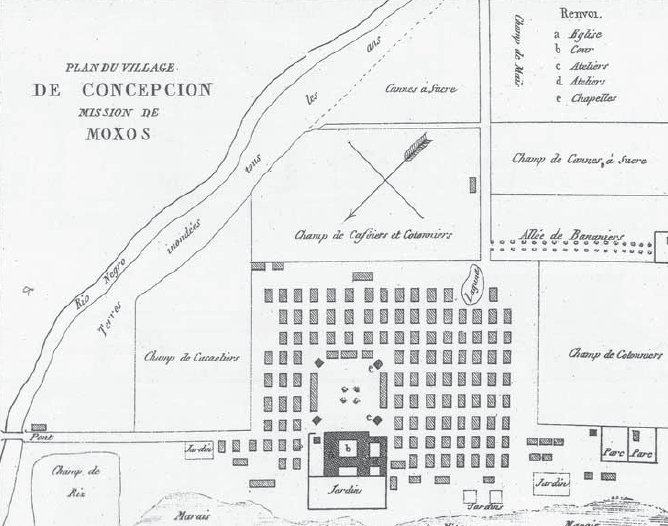
Musterplan der Reduktion Concepción de Moxos, Bolivien. a: Kirche, b: Konvent, c&d: Werkstätten e: Kapelle

Querschnittszeichnung eines Reduktionen-Hauses mit beiderseits offenen Galerien, Bolivien

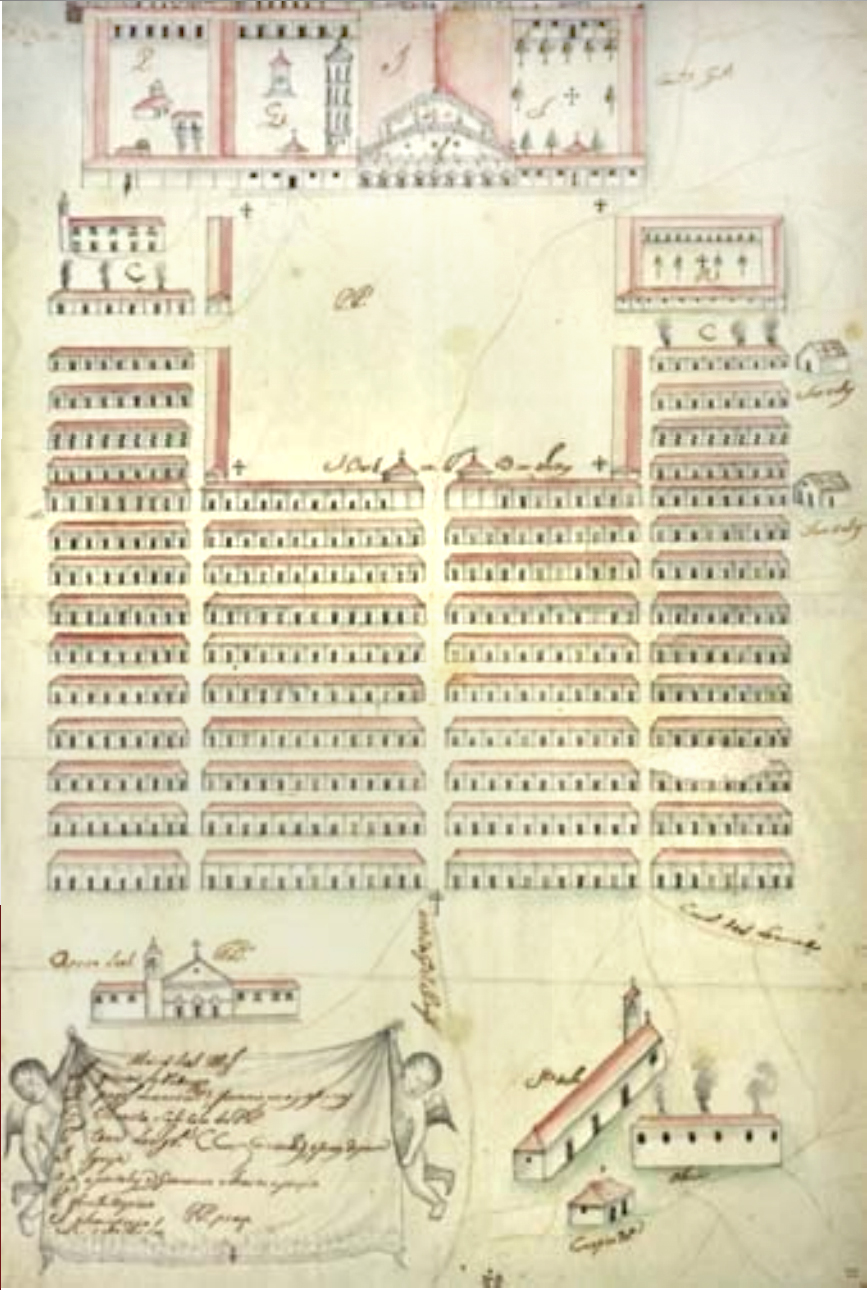
Plan der Jesuitenreduktion von São Miguel Arcanjo, Brasilien

Die meistens neben einem Fluss auf einer Anhöhe großzügig angelegten Dorfgemeinschaften boten je ab 350 bis 7.000 und mehr Einheimischen ein gemeinsames, sicheres Zuhause. Die Felder für den Anbau von Getreide, Zuckerrohr, Baumwolle, Mate etc. dehnten sich in weitem Umkreis aus. Weiter entfernt entstanden handwerkliche Betriebe wie z. B. eine Ziegelei, Getreidemühle, Gerberei oder ein Stampfwerk etc. Jede Reduktion verfügte auch – oft in weiter Entfernung liegend – über eine Estancia (Landwirtschaftshof) für die Herstellung pflanzlicher oder tierischer Erzeugnisse. Diese Höfe waren je nach Gefährdung mit Schutzgräben oder -wänden, Pfahl- oder Dornenzäunen umgeben. In der Estancia von Jesús María wurde auch der erste amerikanische Wein für den Export angebaut.
Im Mittelpunkt jeder Reduktion stand die beeindruckende, dreischiffige, sorgfältig und kunstvoll mit Kruzifix und Marienstatue ausgestattete, von Bäumen beschattete Kirche mit Glockenturm. Diese war einerseits flankiert vom Wohnhaus der Patres mit der Schule und auf der anderen Seite vom mit einer Säulenhalle ausgestatteten Friedhof mit Totenkapelle. Neben der Patresunterkunft befand sich das Volkshaus mit den Vorratsspeichern und den Werkstätten. Ebenfalls gab es ein Witwenhaus (gotiguazu) und ein Hospital. Um den imposanten Kirchplatz gliederten sich reihenweise aufgestellt die einstöckigen aus Lehmziegeln oder Steinen solide erbauten Wohnhäuser der Einheimischen. Die Dächer waren aus Feuerschutzgründen ausnahmslos mit Ziegeln bedeckt. Die pro Haus 4 bis 6 Wohnräume für Familien mit 4 bis 6 Personen waren ca. 4,5 mal 6 Meter groß und durch geflochtene Zwischenwände unterteilt. An den Vorder- und Hinterseiten der Häuser war ein Säulengang angebracht, so dass sich jedermann auch bei Regen in der Siedlung bewegen konnte. Die Straßen waren oft auch befestigt. Am Dorfrand stand ein Besucherhaus.
Um die Kommunikation und den Verkehr zwischen den einzelnen Reduktionen zu ermöglichen, wurden leistungsfähige Straßen und Wege über oft große Distanzen erstellt. Auch wurden die vorhandenen Wasserwege benutzt: Die Missionare hatten nicht weniger als 2000 kleinere und größere Boote allein auf dem Río Paraná im Einsatz, wie etwa gleich viele auf dem Río Uruguay mit seinen Häfen wie z. B. Yapeyú.

### Interne Organisation
In der Regel leiteten zwei Jesuiten eine Reduktion, wobei einer nach Gesetz offiziell Vertreter des spanischen Königs war. Die Jesuiten organisierten und leiteten den ganzen Betrieb. Sie wirkten nicht nur als Seelsorger, sondern auch als Organisatoren, Ratsherren, Richter, Ärzte, Architekten, Musiker, Kirchen- und Instrumentenbauer, Handwerker, Kaufleute, Ingenieure etc.
Weiße Siedler und Mestizen, auch Vertreter der Regierung oder etwa der Bischof, hatten offiziell keinen Zugang zu den Reduktionen. Die indigenen Männer konnten von ihren Kaziken, den traditionellen Sippenhäuptern, in eine Gemeindeverwaltung nach spanischem Vorbild berufen werden. Innerhalb der Reduktionen gab es kein Geld und auch kein privates Eigentum an Produktionsmitteln.
Für den Aufbau der ersten Reduktion wurden die Missionare vom Heimatstaat finanziell unterstützt; es wurde aber erfolgreich angestrebt, die Siedlungen wirtschaftlich unabhängig zu machen. Dazu mussten die nicht an regelmäßige Arbeit gewöhnten Einheimischen zur täglichen Arbeit angehalten werden. Ohne die Arbeit wären sie auf dem Stand von Halbnomaden und somit den Anfeindungen der Paulisten ausgesetzt verblieben. Durch das Know-how der Jesuiten und die organisierte Zusammenarbeit entwickelten sich die Reduktionen zu prosperierenden wirtschaftlichen Zentren.
Das Land (Felder für die Einheimischen und die Gemeinschaft), die Gebäude, die Viehherden und alle Einrichtungen der Reduktionen waren grundsätzlich Eigentum der ganzen Dorfgemeinschaft. Durch die Patres wurde das bebaubare Landwirtschaftsgebiet für die Einheimischen auf die Kaziken aufgeteilt, die dieses den einzelnen Familien zuteilten. Die mit eigenen Anstrengungen erzielten Felderträge waren unbeschränktes Eigentum dieser Familien, das sie auch für den internen Tauschhandel verwenden konnten. Die landwirtschaftlichen Gerätschaften und das Weidevieh wurden vom Gemeinschaftsbestand ausgeliehen. Niemandem war gestattet, sein Grundstück oder Haus (genannt abamba d. h. Eigenbesitz) zu verkaufen. Diese Familienfelder wurden gelegentlich untereinander getauscht. Die Erträge der Gemeinschaftsfelder wurden in Speichern der Gemeinschaft gelagert. Diese wurden teilweise auch für die Armen, Kranken, Witwen und Waisen, Kirchendiener etc. genutzt, ebenfalls als Saatgut oder zum Tauschhandel gegen andere Erzeugnisse.
Die Frauen waren zusätzlich zu ihren Haushaltsaufgaben verpflichtet, für den Bedarf der Gemeinschaft beim Ernten von Baumwolle, Spinnen von Garn, Schneidern von Kleidern und dergleichen mitzuhelfen. In einigen Reduktionen konnte die selbstgepflückte Baumwolle in einer eigenen Spinnerei abgegeben werden. Die Männer, denen keine besondere Aufgabe auferlegt war, waren verpflichtet, wöchentlich an zwei Tagen bei Gemeinschaftsarbeiten auf den Feldern oder in den öffentlichen Gebäuden zu arbeiten. Während der Erntezeiten mussten alle mitarbeiten. Karten- und Würfelspiel war nicht erlaubt. Obwohl die Einheimischen mehr oder weniger für die verschiedenen Aufgaben befähigt waren, bildeten sich unter ihnen keine Klassen oder Personengruppen, die Macht ausüben konnten.

### Betätigungen in den Reduktionen
Der Alltag – Gebet, Arbeit und Freizeit – war streng geregelt und wurde mit Glockenschlägen angezeigt. Arbeit (8-Stunden-Tag), Schule und Essen hatten ebenso ihre Zeit wie Unterhaltung und Tanz. An arbeitsfreien Sonn- und Feiertagen wurde aufwändig mit Musik und Gesang Gottesdienst gefeiert. Knaben und Mädchen saßen in der Kirche getrennt und wurden täglich religiös unterrichtet. Die Kirchenmusik wurde sorgsam gepflegt, die Chöre der Einheimischen wurden oft zu Besuchen in spanische Städte eingeladen. Die Schullehrer waren von Patres ausgebildete Einheimische. Schüler waren vor allem Kinder von Kaziken und anderen wichtigen Einheimischen, die im Lesen, Schreiben und Rechnen ausgebildet wurden. In dieser Hinsicht waren die Reduktionen besser organisiert als die spanischen Kolonien, was bei Kolonialisten Neid auslöste.
Das Essen wurde durch die Familien zubereitet. Dazu brauchten sie die Erzeugnisse ihrer Felder, ergänzt mit anderen Lebensmitteln aus den Gemeinschaftsspeichern. Zusätzlich wurde den Einheimischen regelmäßig das sehr begehrte Fleisch aus den gemeinschaftlichen Schlachthäusern zugeteilt. Um zu verhüten, dass die Einheimischen die Ration Fleisch an einem einzigen Tag verschlingen, wurden sie veranlasst, einen Teil des Fleisches zu charqui zu machen, d. h. es an der Sonne zu trocknen und dann zu pulverisieren. Den Kranken wurden spezielle Mahlzeiten gegeben, die im Pfarrhaus zubereitet wurden. Die Kinder erhielten das Morgen- und Abendessen gemeinsam im Vorhof des Pfarrhauses.
Zweimal pro Jahr erhielt jede Familie die notwendige Menge Woll- und Baumwollstoff, woraus die Frauen neue Kleider nähten. Außer den Patres waren alle Bewohner der Reduktionen gleich gekleidet, nur bei den Kaziken gab es leichte Abweichungen. Stoffe von besserer Qualität, wie z. B. für den Altarschmuck, mussten importiert werden. Knaben heirateten schon 17-jährig, Mädchen mit 15 Jahren. Die Familien hatten durchschnittlich vier Kinder.
Die Krankenpflege war gut organisiert. Jede Reduktion hatte bis zu acht gut ausgebildete Pflegerinnen (curu zuya), die den Patres täglich Bericht erstatteten. Medikamente wurden grundsätzlich aus einheimischen Heilkräutern zubereitet. Daneben gab es aber auch eine Apotheke sowie medizinische Fachbücher. Mehrere Patres und Laienbrüder waren medizinisch ausgebildet. Besonders berühmt war diesbezüglich der gebürtige Innsbrucker Jesuit Sigismund Aperger (1678 bis 1772).

### Erzeugnisse der Reduktionen
Jede Reduktion suchte nach einem eigenen Weg zum wirtschaftlichen Erfolg und konzentrierte sich auf bestimmte Erzeugnisse. Sie tauschten diese nach Bedarf untereinander aus und gaben auch ihre Kenntnisse und Erfahrungen weiter. Die Patres widmeten sich mit besonderem Einsatz der Landwirtschaft.
Die Einheimischen konnten ihre eigenen Bedürfnisse befriedigen mit dem Anbau von Maniok (Yuca), verschiedenen Knollengewächsen als Nahrung und mit etwas Baumwolle. Die Reduktionen bauten ihre Kapazitäten aber auch für weitere Produkte aus und überflügelten bald die Erträge der spanischen Siedlungen, auch bezüglich Wirtschaftlichkeit und Vielfalt. Neben der Produktion von Fleisch und Leder, den üblichen Felderzeugnissen wie Weizen und Reis etc. wurde auch Tabak, Indigo, Zuckerrohr und vor allem Baumwolle kultiviert. Mit Erfolg wurden auch verschiedene Früchte angebaut. Noch heute findet man in der Wildnis Zeichen der großartigen Obstgärten der Reduktionen, speziell von Orangenhainen. Mit Weinbau hatte man weniger Erfolg.
Eines der erfolgreichsten Exportprodukte war der sogenannte Paraguay-Tee herba (Mateblätter kleingeschnitten, getrocknet). Auch in den Reduktionen war dieser Tee das beliebteste Getränk und ersetzte so die Rauschgetränke der meistens alkoholabhängigen Einheimischen. Nachdem es den Reduktionen gelungen war, diesen Tee auch in ihren Siedlungen anzupflanzen, weckte dies bei den Kolonialisten Neid. Sie unterdrückten diesen Erfolg mit allen Mitteln.
Weitere Naturprodukte wie Tropenhölzer, Bienenhonig, Bienenwachs, aromatische Harze etc. wurden zur sinnvollen Verwendung umgearbeitet. Mit kleinem Aufwand wurde sogar versucht, Roheisen zu gewinnen. Eine große, einträgliche Entwicklung glückte mit der Rinder- und Schafzucht auf den ausgedehnten Grasflächen dieser Länder. Einige Reduktions-Farmen hatten bis zu 30.000 Schafe und über 100.000 Rinder. Solche Zahlen übertrafen diejenigen der spanischen Haziendas. Die Rinderherden wurden periodisch vergrößert und deren Züchtung durch die sorgfältige Auswahl und Einzucht von wildlebenden Rindern verbessert. Ebenfalls im großen Stil wurden Pferde, Maultiere, Esel und Geflügel aufgezogen. Zum Unterhalt trugen auch Fischfang und die Jagd bei.

### Aufbau von Gewerbezweigen

Kirche der Jesuitenreduktion in Concepción (Santa Cruz), Bolivien

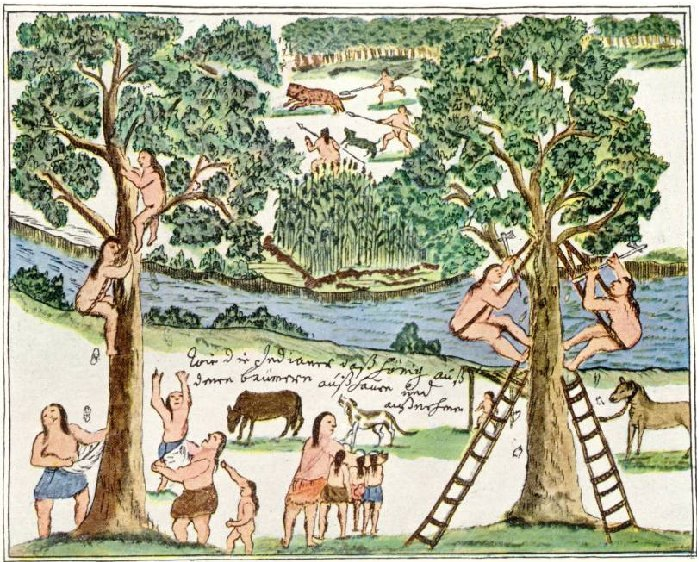
Florian Baucke: Honigernte in einer Jesuitenreduktion

Da der Import von Gütern aus Übersee schwierig und teuer war und sich eine große Nachfrage nach notwendigen Gütern bildete, begannen besonders die Reduktionen der Guaranís mit der Ausbildung von Fachleuten für gesuchte Gewerbezweige. Diese Einheimischen eigneten sich für fast alle handwerklichen Arbeiten. So wurden sie als Baumeister, Zimmermann, Maurer, Ziegelbrenner, Bildschnitzer, Hausmaler, Maler, Tischler, Drechsler, Bildhauer, Steinhauer, Eisen- oder Goldschmied, Zinn- und Glockengießer, Töpfer, Vergolder, Instrumenten- und Orgelbauer, Waffenmechaniker, Buchbinder, Weber, Färber, Schneider, Bäcker, Metzger, Gerber, Schuhmacher, Kopierer, Kalligraph, Viehzüchter, Imker usw. angeleitet. Wieder andere wurden in Mühlen für die Produktion von Pulver, Tee oder Maismehl beschäftigt. Jeder Berufszweig hatte seinen Vorgesetzten, der laufend mit den Patres in Kontakt stand.
In einigen Reduktionen wie Corpus, San Miguel, San Xavier, Loreto, Santa Maria la Mayor, waren Buchdruckereien eingerichtet, wo vorwiegend Bücher für die Liturgie und die Askese hergestellt wurden. Der hohe Grad der gewerblichen Entwicklung nach Ende des 17. Jahrhunderts war erst zu erreichen, als eine größere Anzahl Jesuiten aus Deutschland (z. B. Johann Kraus oder Joseph Klausner, der die erste Zinngießerei in der Provinz Tucuman einführte), der Schweiz (z. B. Martin Schmid) und Holland in Paraguay ankamen. In den spanischen Kolonien wurde damals Kunst und Kunsthandwerk völlig vernachlässigt.

### Zusammenarbeit der Reduktionen
Der florierende Austausch von Waren erfolgte, auch unter den Reduktionen selbst, grundsätzlich ohne Geld. Dieses spielte erst im zentralisierten Außenhandel eine Rolle. Ausfuhrgüter waren hauptsächlich Baumwolle und Matetee neben Rinderhäuten. Aus den nach der Bedarfsdeckung erzielten Erlösen der Reduktionen wurden Steuern an die spanische Krone abgeliefert.
Bei feierlichen Prozessionen oder Festanlässen wurden auch Pferde eingesetzt. Die Reduktion „Los Santos Apostelos“ besaß einmal 599 solcher Caballos del Santo.

## Kulturtransfer

### Verständigung
Die Jesuiten missionierten in unkonventioneller Weise, indem sie das Denken der Einheimischen respektierten und sich deren Schulungs- und Lebensgewohnheiten anpassten. Um die Zusammenarbeit mit den Einheimischen effizient zu gestalten, lernten die Missionare ihre Sprachen. Dazu verfassten sie Wörterbücher, übersetzten die Bibel und andere Texte, die sie selber druckten. Auf diese Weise blieben die Einheimischensprachen erhalten; in besonderen Fällen (Guaraní und Chiquito) entstand aus einer Vielfalt von Dialekten eine gemeinsame neue Sprache. Die Sprache der Guaraní hat sich in Paraguay neben Spanisch als offizielle Sprache bis heute erhalten.
Das in den Reduktionen erwirtschaftete Vermögen wurde, nach Abzug der Steuern an die Spanier, auch in kulturelle Werte wie Bildung, Kunst sowie prächtige Kirchenbauten investiert.

### Musik

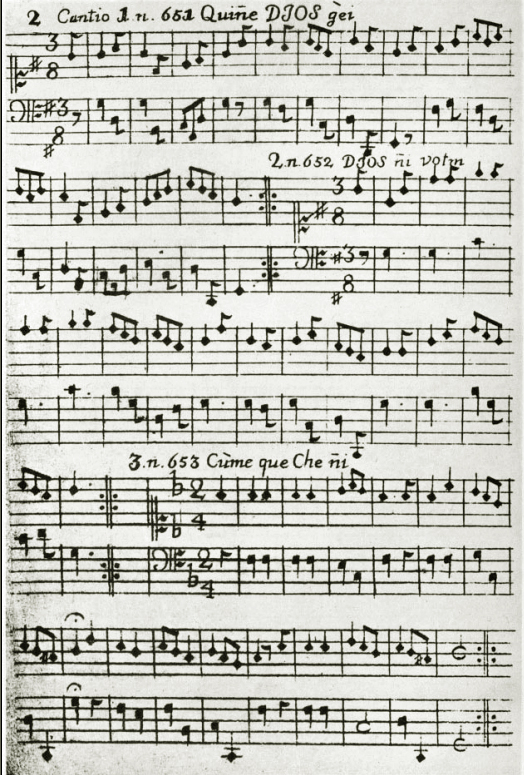
Musiknoten von Pater Bernhard Havestadt aus der Jesuitenreduktion Araucanía (18. Jh.)

Eine wichtige Komponente der Inkulturation war die Musik. Neben all den handwerklichen und ruralen Transfers wurden den Einheimischen auch musische Werte vermittelt. Singen und Musizieren wurde mit besonderer Begeisterung angenommen und von den Jesuiten gefördert. Auch wurden Musikinstrumente nach europäischen Mustern gebaut. Ebenfalls entstanden ein neuer Musikstil und neue Musiknoten. Musik begleitete den Weg zur Arbeit und prägte Gottesdienste, Feste und Feiern.
Der größte Komponist und Organist war Domenico Zipoli, der nach seinem Wirken von 1716 bis 1726 ein großes Werk hinterließ. Seine Musiknoten wurden vom Architekten Hans Roth in alten Jesuitenkirchen in Bolivien wiederentdeckt und von P. Piotr Nawrot SVD ediert. Der paraguayische Dirigent Luis Szarán hat Zipolis Musik jüngst bearbeitet. So ist die Musik der Reduktionen heute wieder in südamerikanischen Kirchen und in Konzerten in Europa zu hören.

## Erfolg und Misserfolg
Die Reduktionen waren das stärkste Bollwerk der spanischen Herrschaft. Die Tatsache, dass die Einheimischen in den Reduktionen Schutz vor Versklavung, gesicherte Tagesabläufe, Gemeinschaft und, besonders bei den Guaraní, spirituelle Begleitung erhielten, erscheint als Hauptgrund für den großen Erfolg dieser Siedlungen. Auch die Überlegenheit der Jesuiten in der Organisation und reibungslosen Funktion der Gemeinwesen sowie der Landwirtschaft trugen dazu bei.
Schon zur Zeit des Jesuitenstaates waren Gläubige und Ungläubige, Intellektuelle wie Aufklärer, Dichter und Historiker fasziniert vom „heiligen Experiment“ der Reduktionen, weil es die Religion mit der Idee der Menschlichkeit verband. Auch die Sozialisten der Aufklärungszeit empfanden dieses Experiment als vorbildliche Quelle für Reformen.
Das grundsätzliche Bestreben der Jesuiten war die Bekehrung der Einheimischen zum Christentum. Nicht beabsichtigt war die Verbindung von vorgefundenen Stammesstrukturen mit den Gemeinschaftsstrukturen eines europäischen Ordens zur fruchtbaren Begegnung zweier Kulturen, um ein Vorbild zu schaffen für eine wegweisende künftige Gesellschafts- oder Staatsordnung. Hierzu fehlte der Ansatz der wirklichen Emanzipation der Einheimischen. Auf diese Weise waren und blieben die Rollen verteilt: Die Einheimischen verblieben auf der Stufe der Abhängigen. Auch von gut gesinnten Stellen wurde erklärt, dass die Einheimischen nicht zur Autonomie ausgebildet worden seien und dass die Jesuiten ihnen ermöglichten, in einer Unmündigkeit zu verharren. Ein Austausch in Partnerschaft auf gleicher Ebene konnte so nicht zustande kommen.

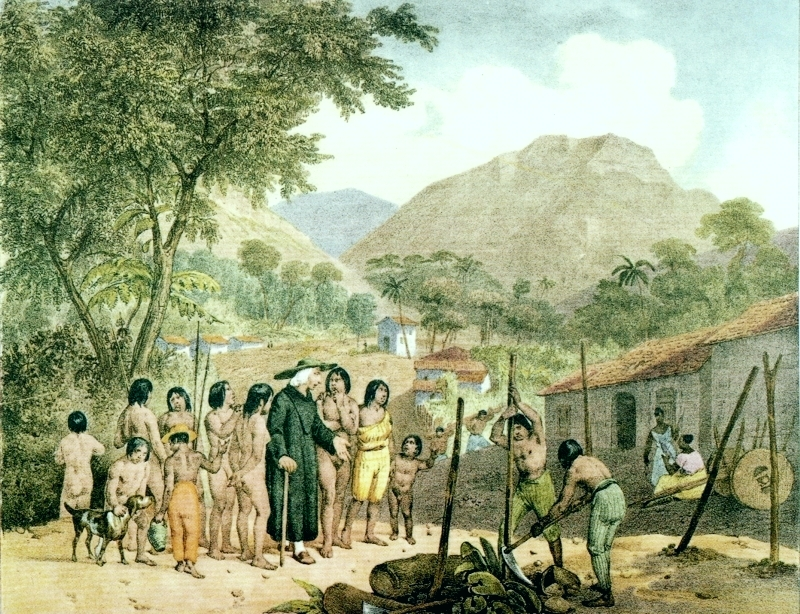
Jesuitenreduktion bei den Tapuyo-Indianern in Brasilien
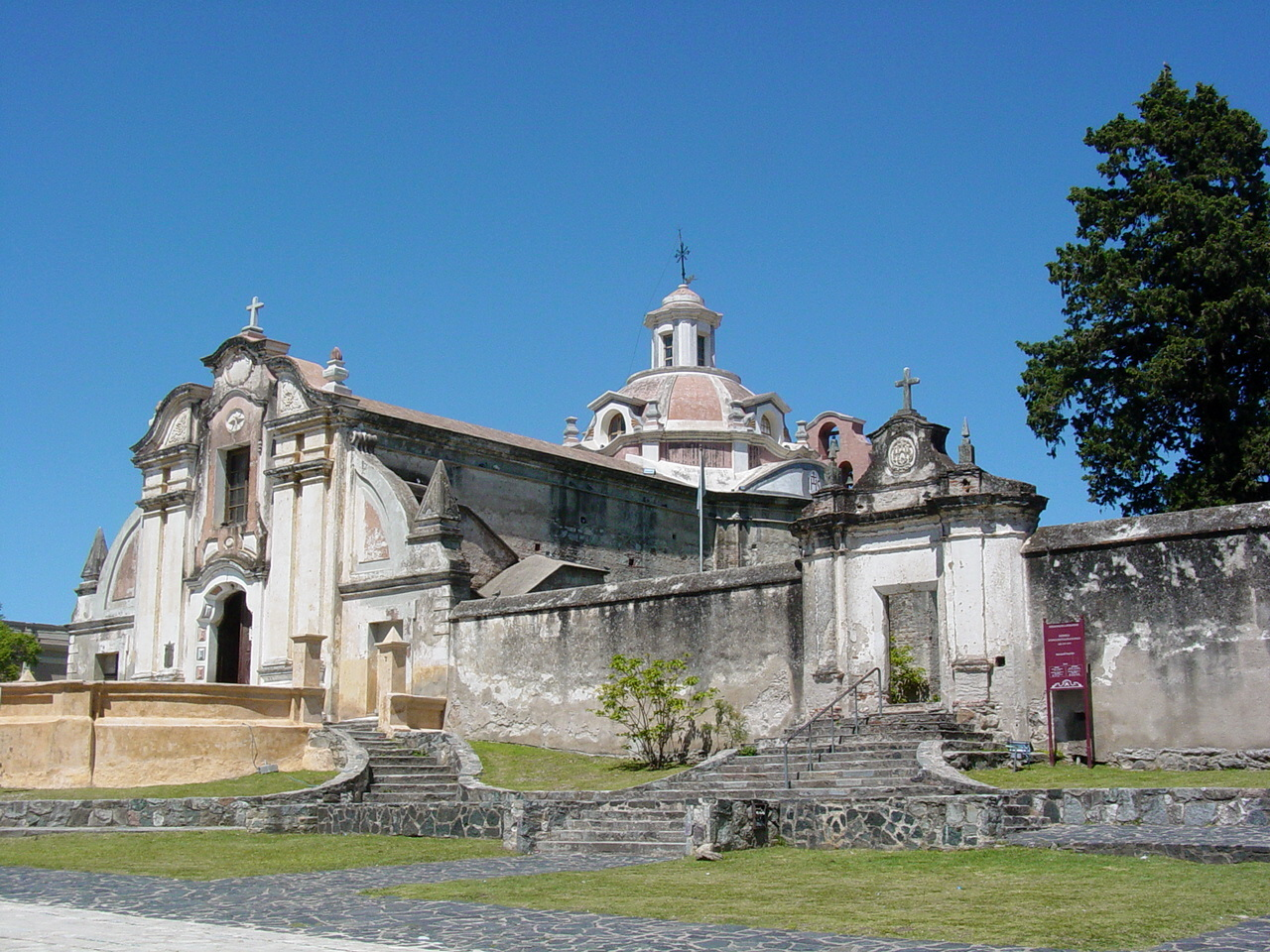
Jesuitenreduktion, Alta Gracia, Argentinien
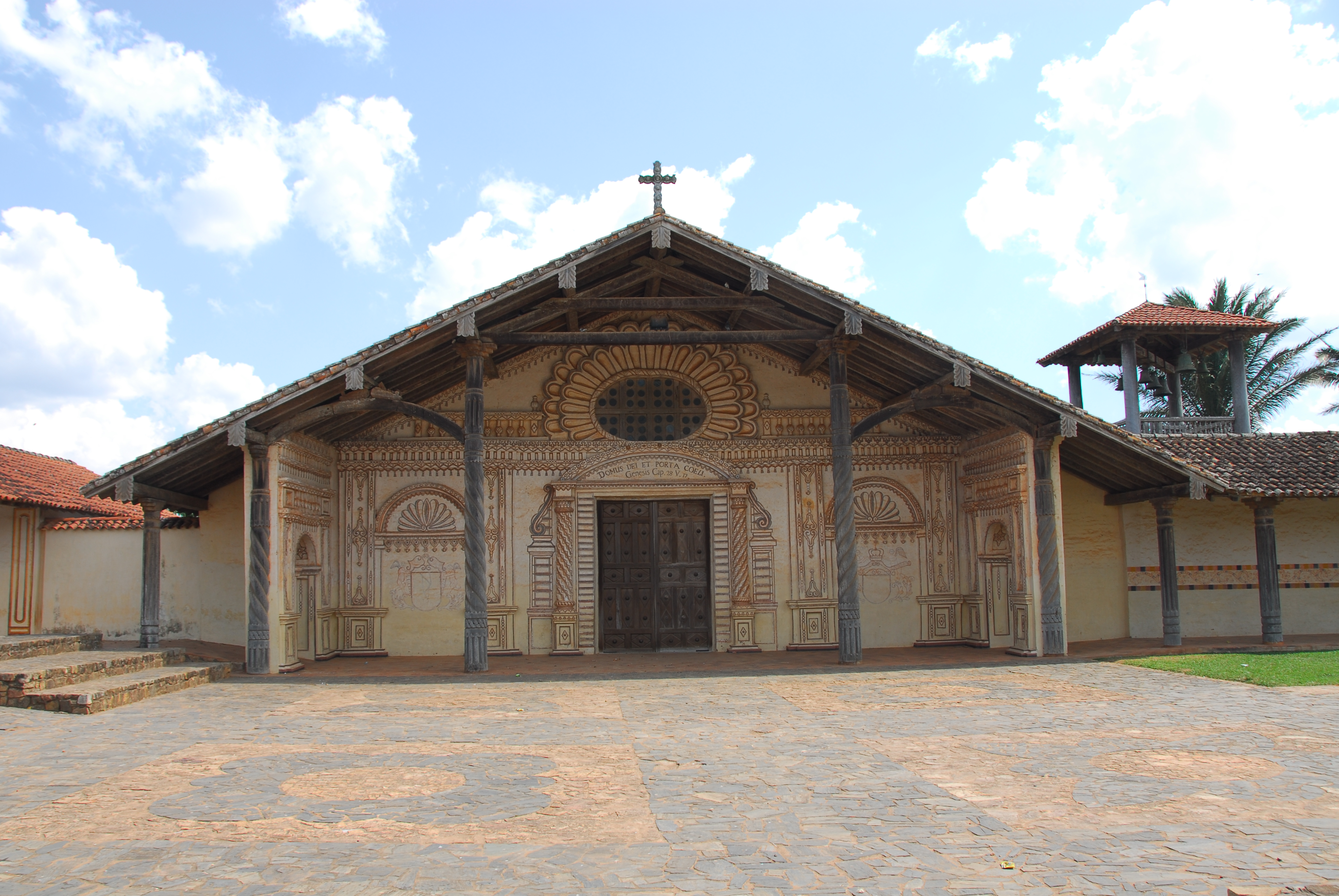
Fronteingang der Reduktionskirche in San Javier (Santa Cruz), Bolivien
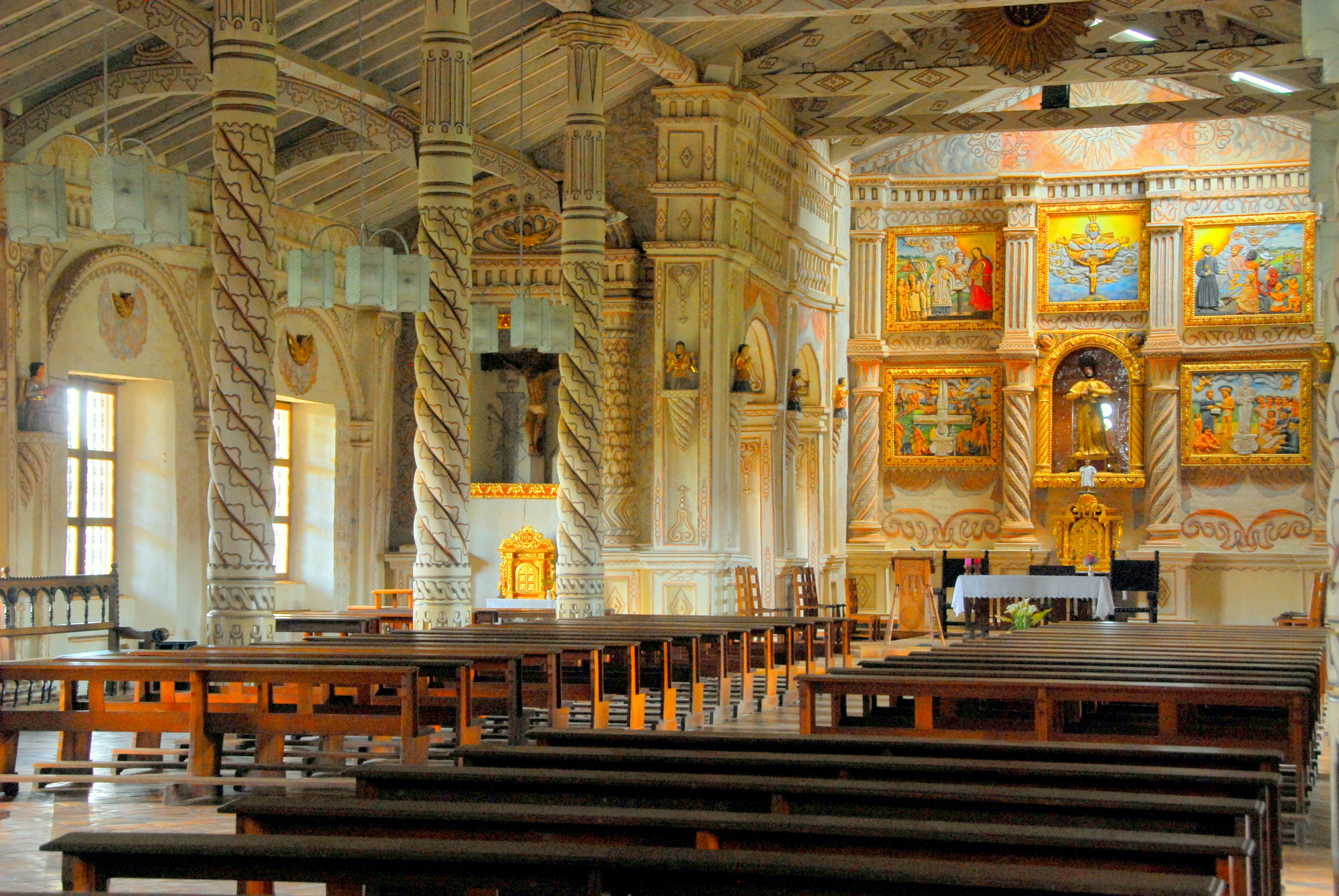
Innenansicht der Jesuitenreduktionskirche in San Javier, Bolivien
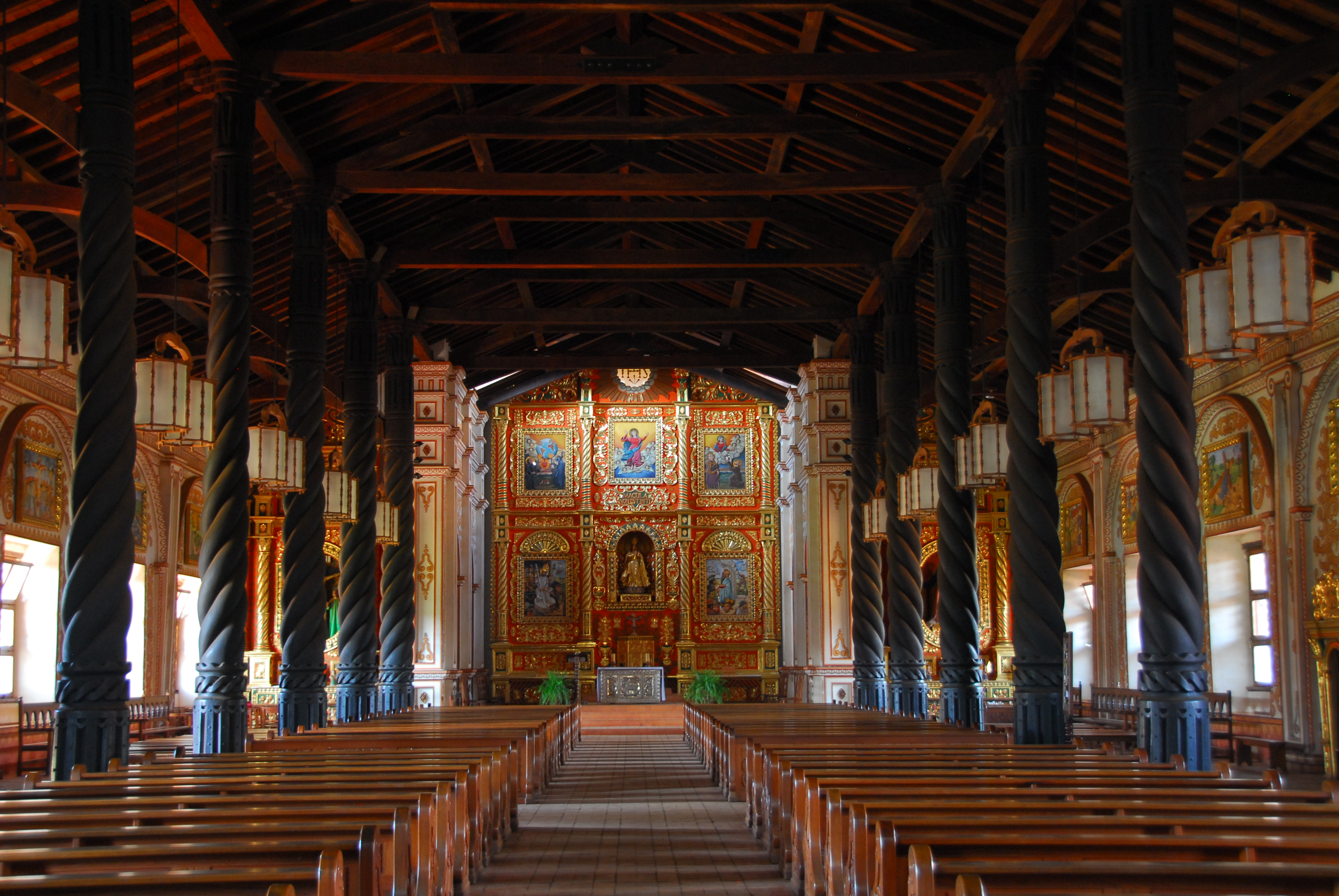
Innenraum der Jesuiten-Reduktionskirche Iglesias de las Misiones, Concepción, Dept. Departamento Santa Cruz, Bolivien
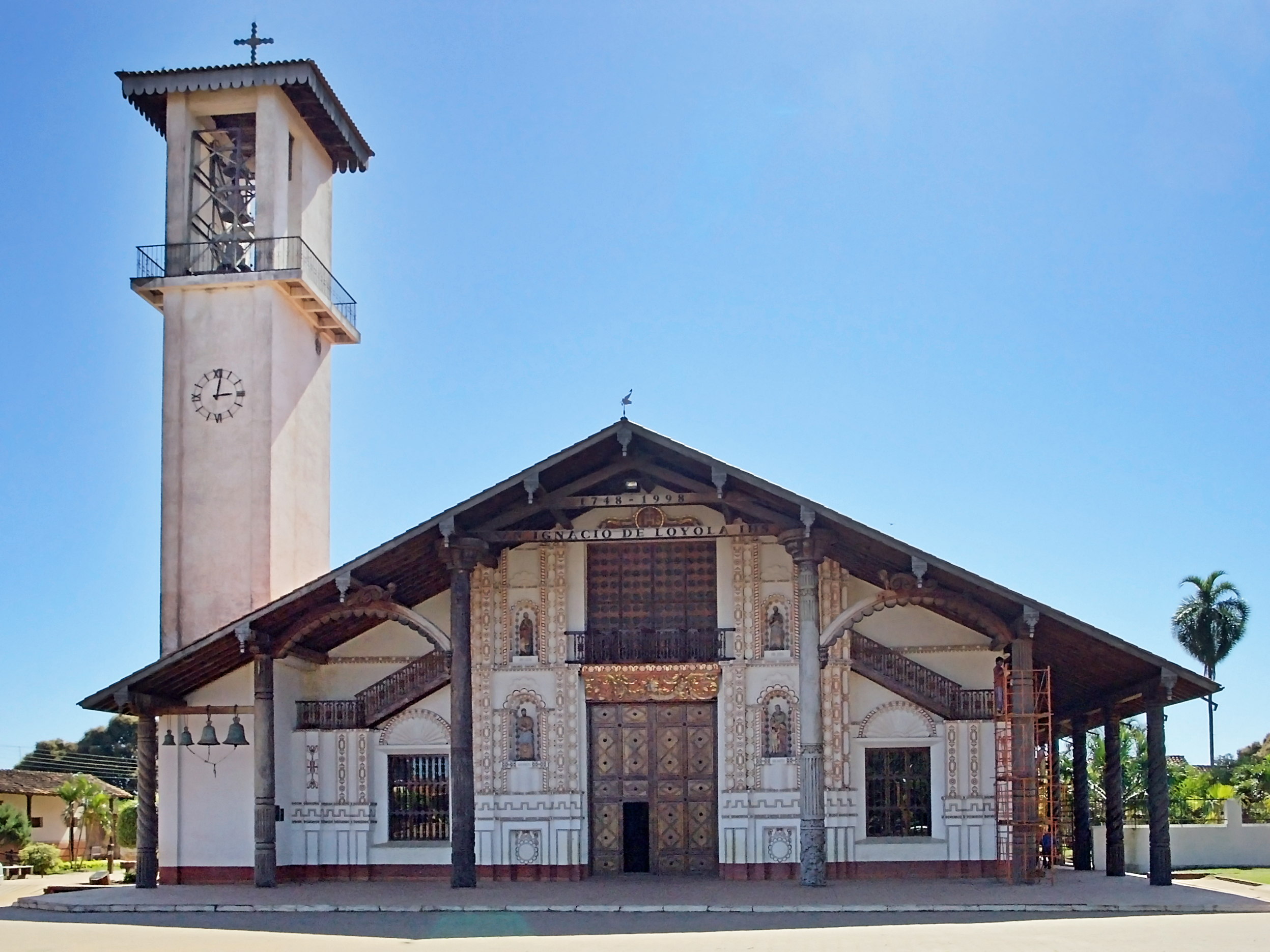
Restaurierte Jesuitenreduktionskirche in San Ignacio de Velasco, Bolivien
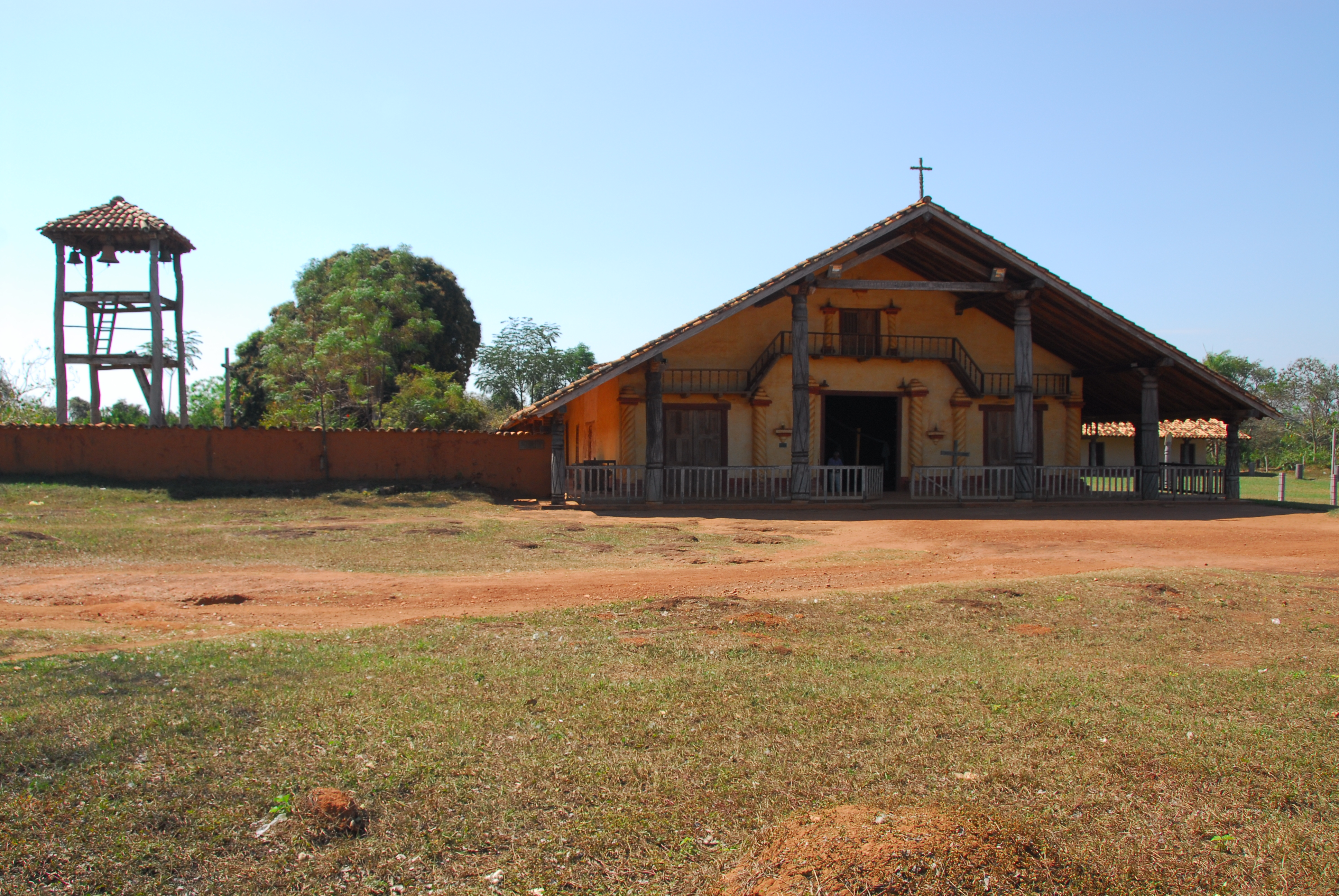
Kirche der Jesuitenreduktion Santa Ana de Velasco, Departamento Santa Cruz, Bolivien
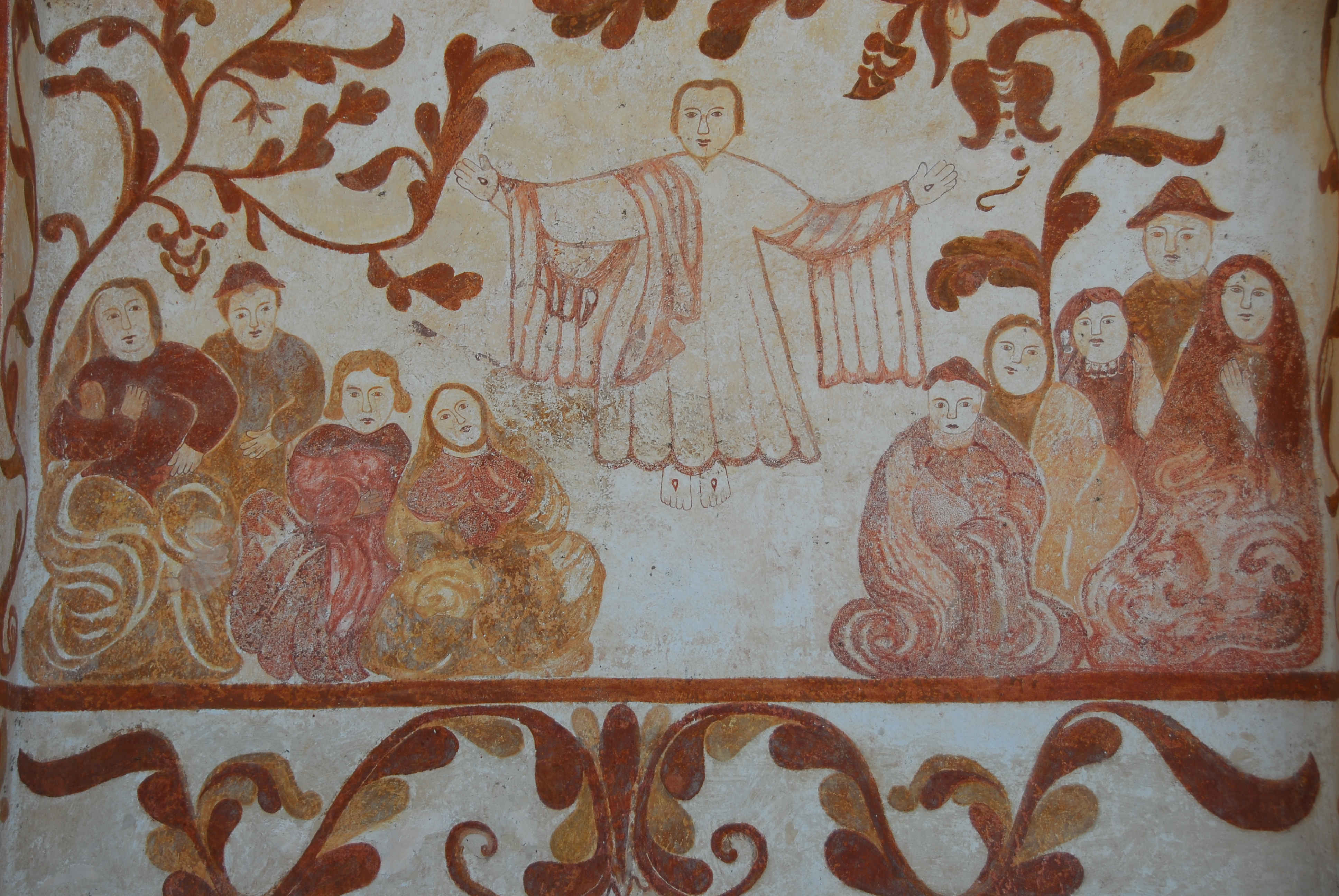
Detail am Kirchenportal San Rafael, Santa Cruz, Bolivien (Jesuitenmissionen der Chiquitos)
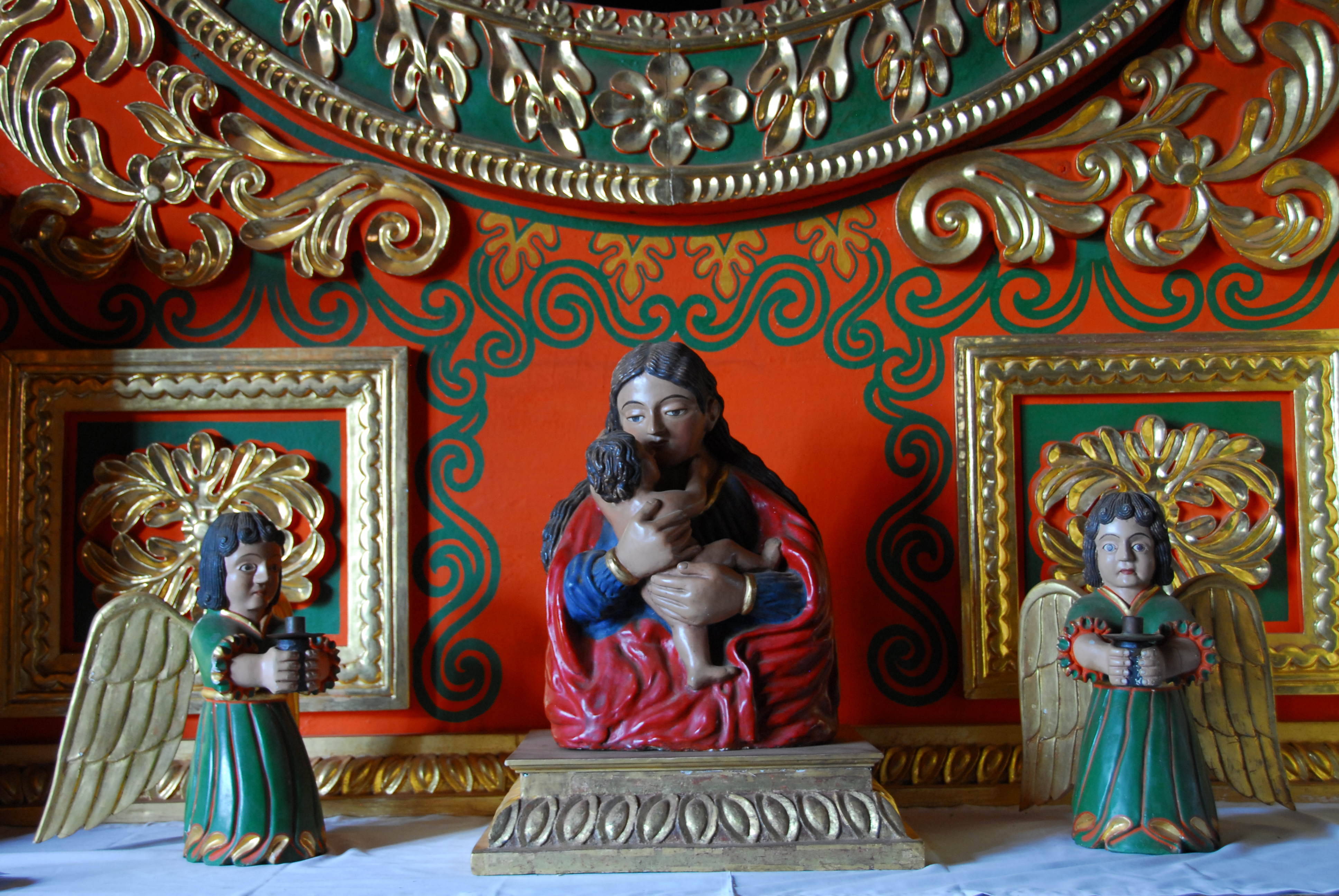
Statuen in der Jesuitenreduktionskirche in Concepción, Santa Cruz, Bolivien (Missionen der Chiquitos)

Die Unabhängigkeitsbestrebungen der lokalen Führer der sogenannten Antequera-Unruhen (Usurpator Antequera) und der Comuneros-Aufstand in Neugranada bedrängten die spanische Krone schon 1721 bis 1735 und später erneut. Doch hielten die Einheimischen dem König Philipp V. immer die Treue, die von ihm in einer großartigen Feier per Dekret am 28. Dezember 1743 bestätigt wurde. Im Gegensatz zu den Kolonialisten stellten sich die Missionare auf die Seite der bedrängten Urbevölkerung. Die unterlegenen Aufständischen konzentrierten ihre Wut nun auf die Jesuiten und die in den Reduktionen lebenden Einheimischen.
Die unheimliche Kritik der Kolonialisten an den Reduktionen wurde immer lauter. Die europäischen Sklavenhändler und Grundbesitzer waren verärgert über die Abschottung der Einheimischen in den Reduktionen und das strikt verordnete Betretungsverbot des Reduktionenterritoriums für Spanier. Auf den durchschlagenden Erfolg der Jesuiten in den Reduktionen wurden die europäischen Händler, Kaufleute und örtlichen Kolonialbehörden immer neidischer. Den Reduktionen wurde unterstellt, dass die Patres den Einheimischen die spanische Sprache nicht beibrachten aus dem Grund, dass sie somit die Geheimnisse der Jesuiten nicht gefährden könnten. Von den Jesuitengegnern wurden nun wildeste Gerüchte und Verleumdungen in Umlauf gebracht. Man dichtete den Reduktionen viele Unwahrheiten an, wie z. B. einen jährlichen Teeexport von 4 Mio. Pfund oder 300.000 Einheimische als Arbeitskräfte in den Reduktionen. Ebenso entwickelten sich auch in Europa aus geschürtem Hass und gieriger Missgunst fantasievolle Gerüchte und Mythen voller Lügen: Von Zusammenraffung immenser Reichtümer der Jesuiten aus kolossalen Handelserträgen, Goldminen in den Reduktionen, großen Rinderherden auf den Farmen und Rebellionsabsichten mit Hilfe der „Indioarmeen“.
Die Vertreter der Krone nahmen diese Vorwürfe ernst: Schon 1640 und dann auch noch 1657 durch den damaligen Rektor der peruanischen National-Universität, Juan Blásquez de Valverde, wurden entsprechende Untersuchungen durchgeführt. In beiden Fällen wurden die vorgebrachten Vorwürfe jedoch widerlegt: Nach offiziellen Quellen betrug der Jahresexport von Tee nur 150.000 Pfund, im besten Fall arbeiteten 150.000 Erwachsene und Kinder in den Reduktionen. Die Vorhaltungen hielten sich aber hartnäckig weiter. Demgemäß verständigten sich die freidenkenden Minister Étienne-François de Choiseul (Frankreich), Sebastião José de Carvalho e Melo, Marquês de Pombal (Portugal) und Pedro Abarca, Graf von Aranda (Spanien), bei ihren Königen zu intervenieren. Die Regierung war gezwungen, mehrere weitere Untersuchungen anzuordnen.

## Der Vertrag von 1750

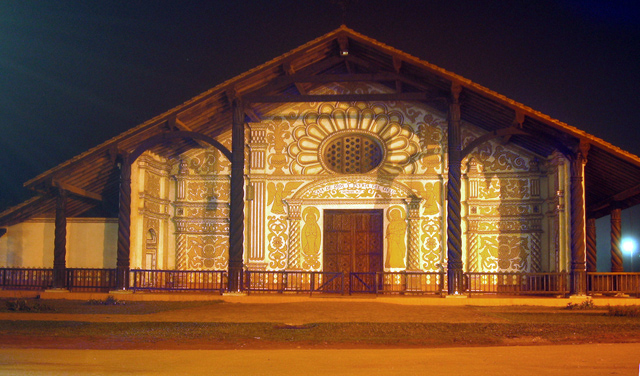
Kirche der Jesuitenreduktion in Concepción, Santa Cruz, Bolivien.
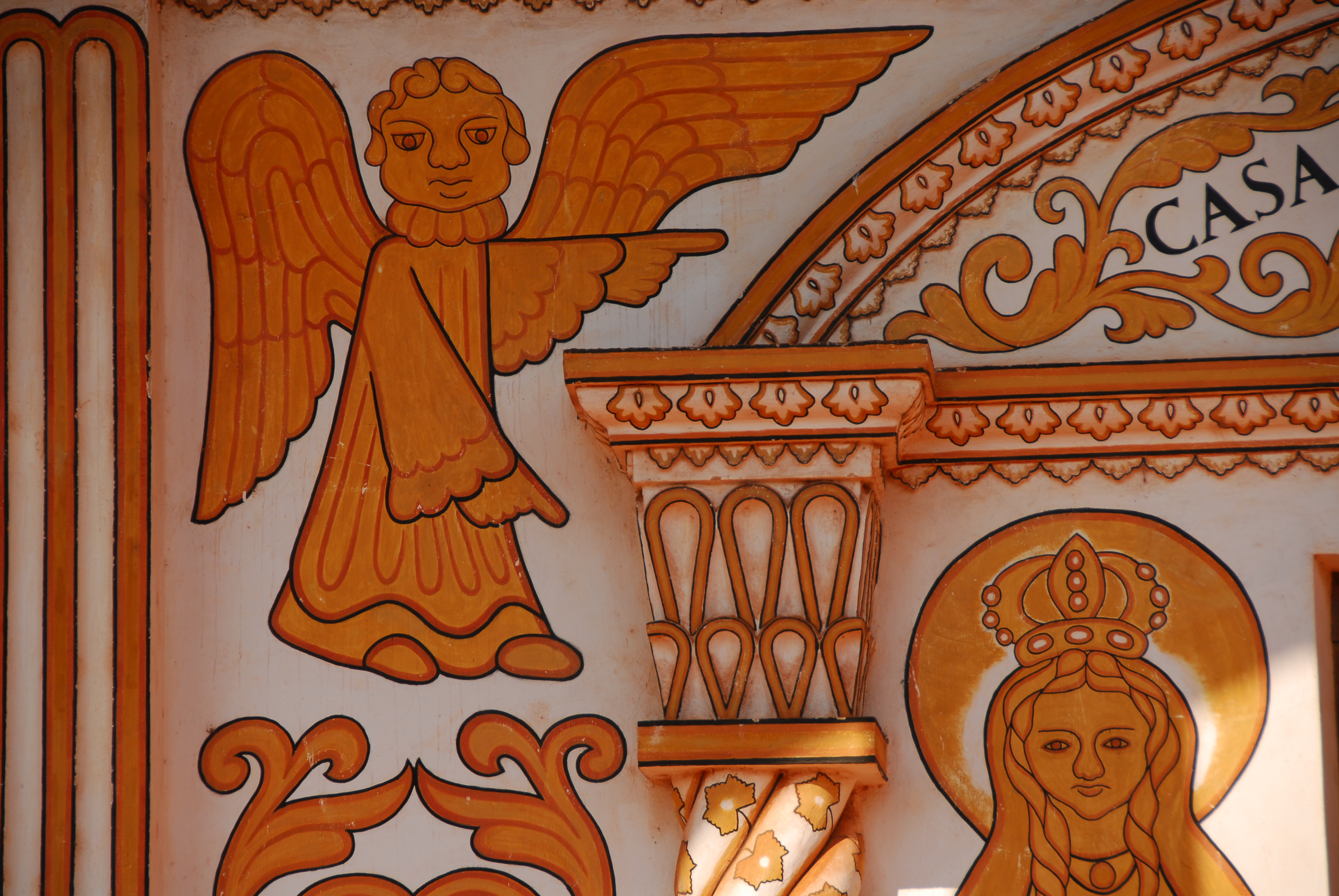
Fassadendetail der Kirche in Concepción, Santa Cruz, Bolivia
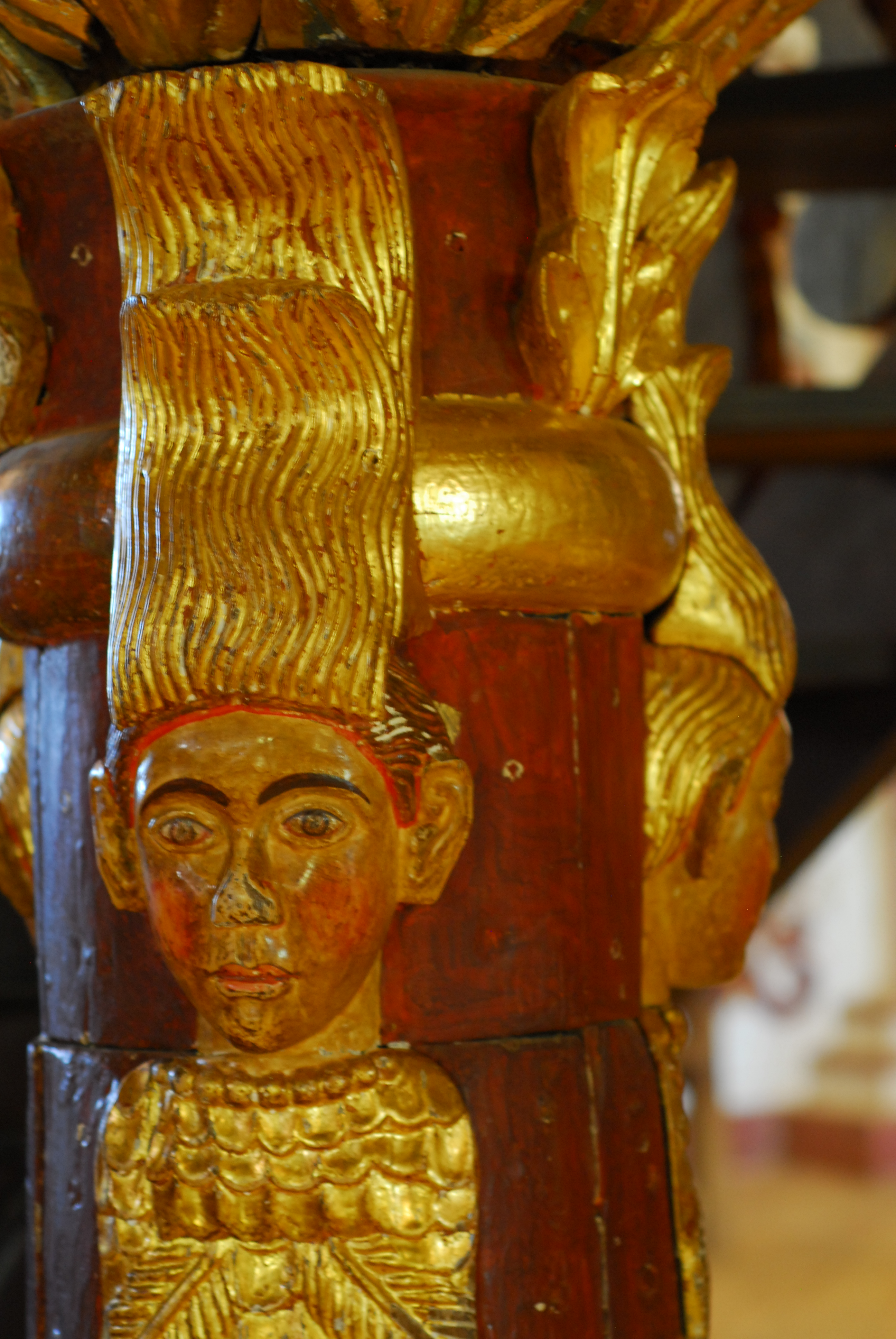
Sirene in der Kirche von San Miguel de Velasco, Bolivien
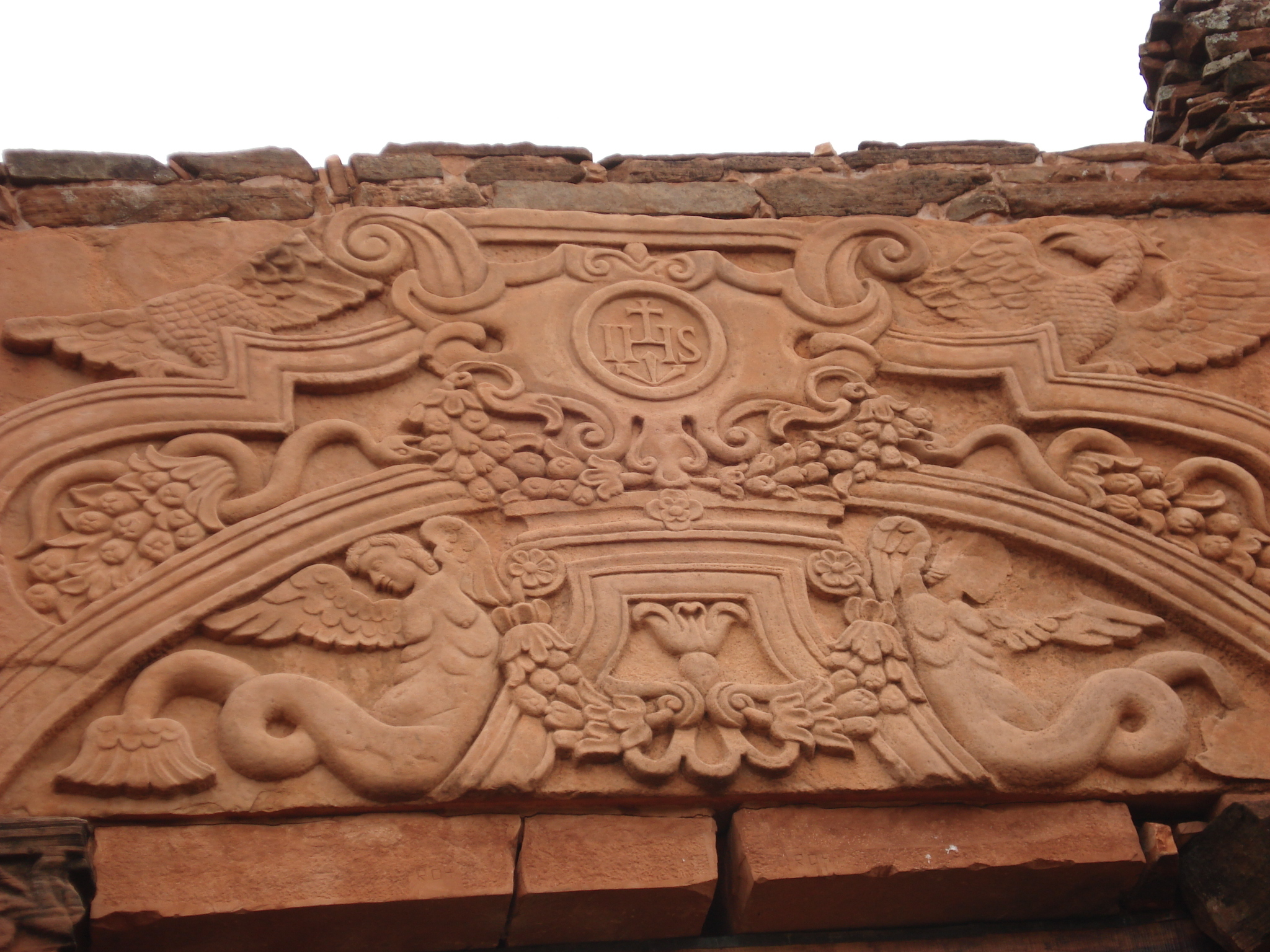
Türrahmen der Kirchenruinen von San Ignacio, Provinz Misiones, Argentinien.

Die Schwierigkeiten zwischen Spanien und Portugal bezüglich der Grenzstreitigkeiten ihrer amerikanischen Besitzungen gaben dem einflussreichen portugiesischen Anhänger des aufgeklärten Absolutismus Sebastião José de Carvalho e Melo – einem Todfeind der Jesuiten – die Gelegenheit, ein Abkommen zu schließen, das den Interessen Portugals und Carvalho e Mellos persönlicher Abneigung gegenüber den Jesuiten dienlich war. Der in Madrid am 25. Januar 1750 geschlossene Vertrag beinhaltete, dass Spanien die umstrittene Kolonie San Sacramento an der Mündung des Uruguay behalten konnte, und im Gegenzug an Portugal die sieben Reduktionen am linken östlichen Ufer des Uruguay abgetreten wurden, d. h. etwa 2/3 der heutigen Provinz Rio Grande do Sul sowie einer der wertvollsten Teile des Gebietes La Plata. Weiter war vereinbart, dass alle Missionare und ihre 30.000 in den Reduktionen lebenden Einheimischen die Reduktionen unverzüglich mit Sack und Pack verlassen müssten, um sich auf dem rechten Uruguay-Ufer wieder anzusiedeln. Die betroffenen Missionare und Einheimischen erfuhren davon erst im Nachhinein.
Diesen Beschluss, der nach 150 Jahren Aufbauarbeit vernünftiger Kolonialpolitik oder Wirtschaftlichkeit eher zuwiderlief, bezeichnete Robert Southey als „eine der tyrannischsten Verfügungen, die je durch die Rücksichtslosigkeit einer gefühllosen Regierung ausgegeben wurde“. Er merkte auch an, dass der damalige schwache König Ferdinand VI. von der Bedeutung dieses Vertrages keine Ahnung hatte.
Die spanische Kolonie La Plata wurde durch diesen Vertrag überrascht und reagierte empört. Proteste vom Vizekönig Perus José de Andonaegui, der königlichen Real Audiencia von Charcas usw. sowie Eingaben der Jesuiten waren erfolglos. Daher befahl der damalige Generalobere der Jesuiten, Ignazio Visconti, widerwillig, dem Vertrag Folge zu leisten und die Einheimischen entsprechend zu informieren.
Ab 1754 änderte man den Namen „Reduktionen“ offiziell in „Doctrinas“. Die Missionsstationen wurden als Pfarrbezirke behandelt; jedem Pfarrbezirk standen ein Pfarrer und ein Vikar vor, in größeren Pfarrbezirken mehrere Pfarrer.

## Nach dem Umsiedelungsbefehl
Die Einheimischen baten um einen Aufschub der Maßnahmen und unternahmen Anstrengungen, um einen Widerruf zu erreichen und verrichteten lediglich ihre Aufgaben, um dem Vorwurf des Ungehorsams entgegenzutreten. Ihre Position wurde durch das Verhalten der spanischen und portugiesischen Bevollmächtigten verschlimmert, besonders auch durch die Haltung des vom General und vom König ernannten Vertragvollziehers Luis Altamirano SJ, welcher seine Ordensbrüder wie Rebellen behandelte, obschon sie ihm empfahlen, sorgfältig und mäßig vorzugehen. Trotz Einsprüchen der Patres bewaffneten sich die Einheimischen und entfesselten 1753 den sogenannten „Krieg der sieben Reduktionen“ in dem sie bitter geschlagen wurden. Die Einheimischen, die sich nicht ergaben, flohen in die Wälder, um erfolglos weiter zu kämpfen. Die größere Anzahl Einheimische folgte dem Rat der Patres und zog in die Reduktionen am rechten Ufer des Uruguay oder denen am Paraná um. 1762 wohnten in 17 Reduktionen noch 11.084 Einheimische in 2.497 Familien.
Der „Krieg der sieben Reduktionen“ wurde von den schärfsten Gegnern der Jesuiten nun als Hauptvorwurf verwendet. Von einer skrupellosen Presse, welche Sebastião José de Carvalho e Melo kontrollierte, wurde eine Flut von Verleumdungs-Druckschriften, gefälschten Dokumenten und Fabeln durch die Anti-Jesuiten-Partei über Europa verbreitet. Obgleich ihr unhistorischer Charakter seit langem offenbar nachgewiesen worden ist, fahren diese Publikationen noch weiter fort, die historische Darstellung dieses Zeitraums zu verdrehen.
Nachdem die Jesuiten schon 1759 aus Portugal, 1764 aus Frankreich und 1767 in Spanien vertrieben worden waren, erging es ihnen in den Reduktionen gleich: Sie wurden über Nacht verhaftet und in ihre europäische Heimat ausgeschifft. Am 2. April 1767 unterzeichnete der schwache und übertölpelte König Carlos III den Erlass, der die Verbannung der Jesuiten vom spanischen Besitz in Amerika verordnete. Dies bedeutete den Todesstoß für die paraguayischen Reduktionen.
Die Vertreibung der Reduktionenbewohner wurde durch den Gouverneur von La Plata Bucarelli unter Anwendung brutaler Gewalt vollzogen. Die Jesuiten fügten sich demütig dem traurigen Schicksal, obwohl sie sich vermutlich erfolgreich mit Gewalt dem Verdikt hätten widersetzen können.
Hierzu schreibt Robert Cunninghame Graham: „Die Jesuiten in Paraguay bestätigten überzeugend ihre Loyalität gegenüber der spanischen Krone, zumindest durch ihr Verhalten in ihren letzten öffentlichen Handlungen. Nichts wäre für sie leichter gewesen, als den erschöpften Truppen die Bucarelli zur Verfügung hatte, zu trotzen, um einen Jesuitenstaat aufzubauen, der die letzten Möglichkeiten der spanischen Regierung überfordert hätte. Sie verzichteten aber auf Gegenwehr und fügten sich wie Schafe, die dem Metzger zugeführt werden.“ (loc. cit., 267)
Zu jener Zeit umfasste die Jesuitenprovinz in Paraguay 564 Jesuiten, 12 Gymnasien, 1 Universität, 1 Noviziat, 3 Erholungsheime, 2 Hauptsitze, 57 Reduktionen mit 113.716 christlichen Einheimischen. Das Abschiednehmen der Einheimischen von den Jesuiten war schmerzlich. Vergeblich flehten sie, dass ihnen erlaubt würde, ihre Patres behalten zu dürfen oder sicher zu sein, dass sie zurückkehren werden. Sie kehrten nie zurück.
1781 kehrten 14.018 Einheimische in 3.052 Familien in ihr altes Zuhause zurück, denn in diesem Jahr annullierte Spanien den Vertrag von 1750 und gestand dadurch den damals gemachten Fehler ein.

## Die Reduktionen nach der Vertreibung der Jesuiten
Aus diesen Ereignissen resultierte ein fortschreitender wirtschaftlicher Niedergang. Anfang des 19. Jh. bildeten sich die Staaten Paraguay, Argentinien und Brasilien in vielen kriegerischen Auseinandersetzungen um die Festlegung der Landesgrenzen. Dabei wurden viele Reduktionen zerstört, doch es entwickelten sich aus ehemaligen Reduktionen oder deren Farmen und Landgütern auch größere Ortschaften wie z. B. Alta Gracia.
Bald nach der Vertreibung machte sich Ernüchterung breit. Außer den prächtigen Verzierungen der Kirchen, von denen ganze Wagenladungen abtransportiert wurden, sowie unbedeutenden Geldbeträgen fanden sich keine der erhofften Schätze. Die den Reduktionen unterstellten riesigen Handelserträge erwiesen sich als falsche Annahmen. Die großen Rinderherden konnten nicht als Vermögen angerechnet werden, da niemand die weit verstreut weidenden Rinder wirklich besaß.
Manche Reduktionen wurden in der Folge von bewaffneten Expeditionstrupps ausgeraubt und zerstört, viele Bewohner wurden als Sklaven verkauft. Die Führung der Reduktionen wurde im Rahmen des Kolonialstaates zivilen Verwaltern anvertraut, die geistliche Verwaltung der Reduktionen den Franziskanern und anderen Geistlichen übertragen. Ab 1768 wurden die Reduktionen von der spanischen Zivilverwaltung geleitet; für alle Ämter wurden geeignete Personen neu berufen. Den Führern der Einheimischen wurden wichtige Positionen in der Verwaltung und im Militär anvertraut.
Nach der Jesuitenvertreibung drängte der spanische Vizekönig Bucarelli in seinen Instruktionen an seinen Nachfolger darauf, das System der Isolation der Einheimischen in deren Interesse beizubehalten. Es wurde versucht, die meisten der von den Jesuiten eingeführten Institutionen zu behalten. Doch der schnelle Niedergang der Reduktionen (die Guaraní Reduktion beispielsweise zählte im Jahr 1772 80.881 Einwohner, 1796 nur noch 45.000; bald nachher blieben nur noch wenige Überreste) zeigte, dass ihre frühere wirtschaftliche und politische Bedeutung Vergangenheit war. Nach den Unabhängigkeitskriegen sowie schließlich der despotischen Herrschaft der ersten republikanischen Präsidenten und Diktatoren Francia und Lopez waren die Reduktionen praktisch bedeutungslos.

### Rezeption
Die jesuitischen Reduktionen wurden, vor allem unter katholischen Kreisen, jahrhundertelang als utopisches Experiment gefeiert, das vielen Zeitgenossen zufolge „christlichen Opfermut“ und eine enorme Fortschrittlichkeit durch einen christlichen Orden verhieß.
Konrad Haebler schreibt im Jahrbuch der Geschichtswissenschaft 1895: „Was immer man sagen kann über die Jesuitenmissionen, sie verdienen absolut das Lob, dass ihre Siedlungen die einzigen waren, wo die Einheimischen nicht ausstarben, sondern sich vermehrten.“ Stein-Wappäus: „Die Erinnerungen an die Missionare leben noch weiter als Segen unter den Indianern, die von den Regeln der Patres als ihrem Goldenen Zeitalter sprechen.“ (loc. cit., 1013). Karl von den Steinen: „Tatsache ist, dass die Vertreibung der Jesuiten ein schwerer Schlag war für die Ureinwohner von La Plata und die Amazonasgebiete, von dem sie sich nie wieder erholten.“ Ein Gelehrter des Gymnasiums von Córdoba resümierte: „Die Jesuiten führten die Reduktionen – so seltsam es scheint – nicht wie ein Geschäft, sondern eher als eine Utopie: Diese dummen Kerle denken, Glück sei Vermögen vorzuziehen“.

## Die Reduktionen heute

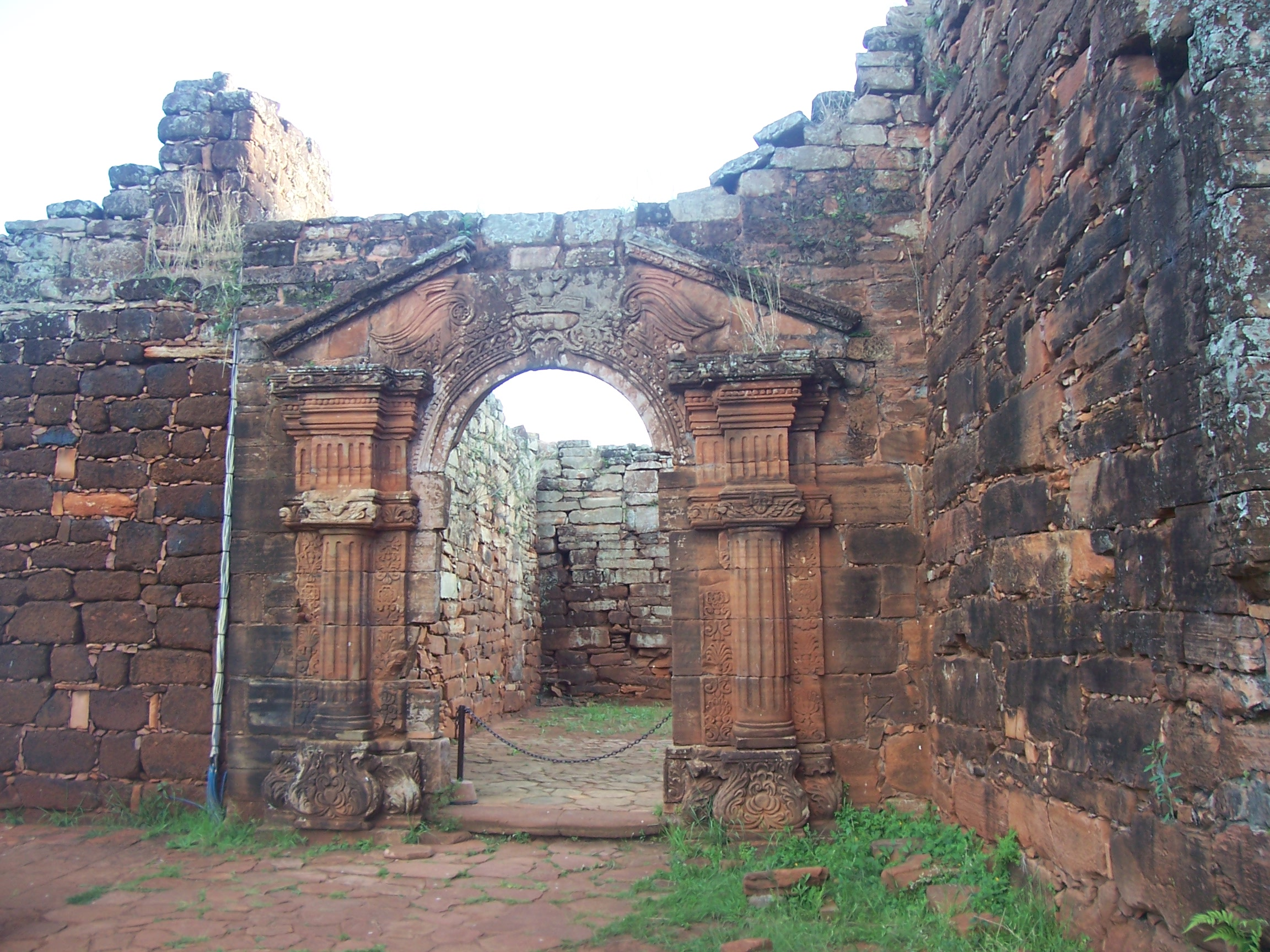
Kirchenruine der Reduktion von San Ignacio Miní, Misiones, Argentinien
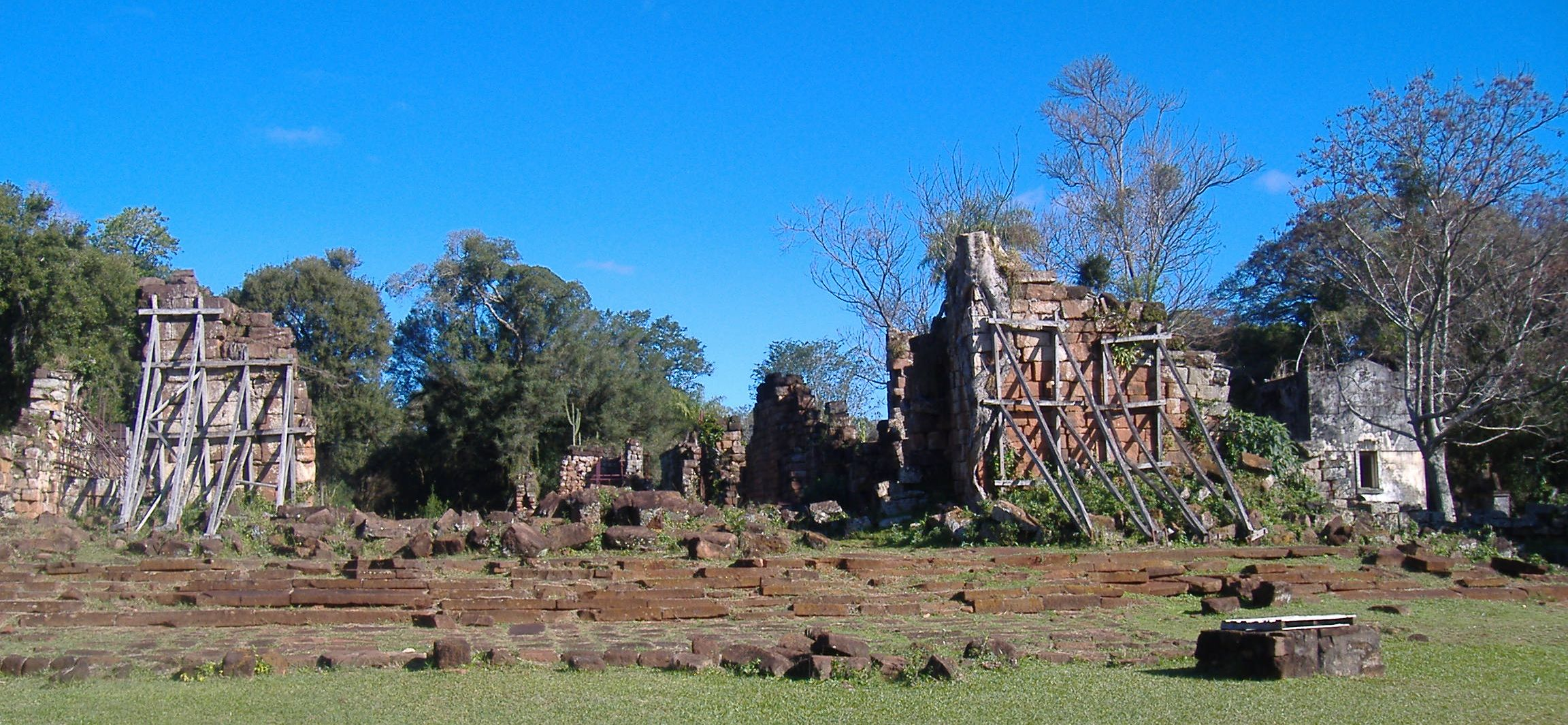
Kirchenruine der Guarani-Jesuitenreduktion von Santa Ana, in Misiones, Argentinien
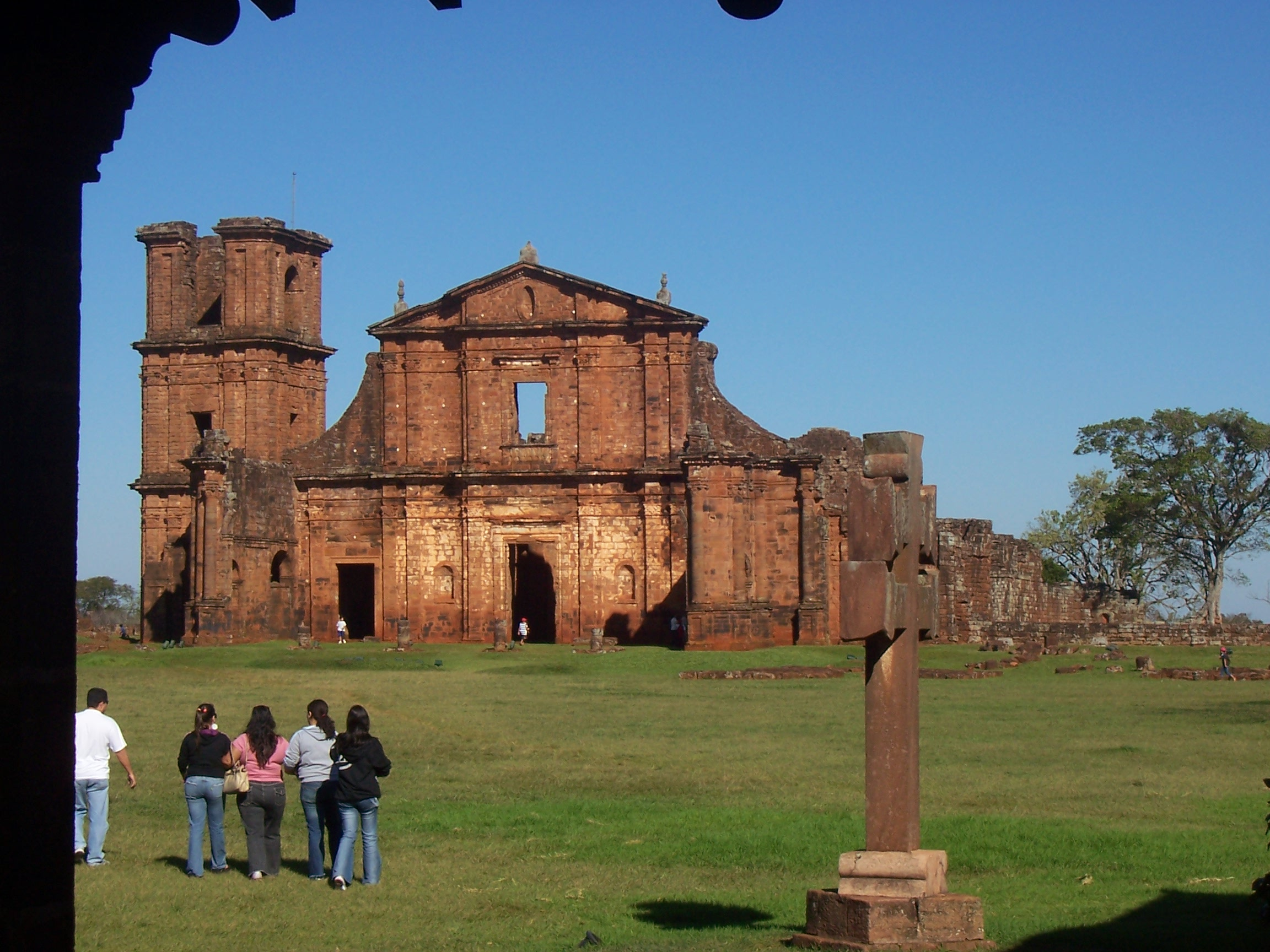
Kirchenruine der Jesuitenreduktion São Miguel das Missões, Brasilien
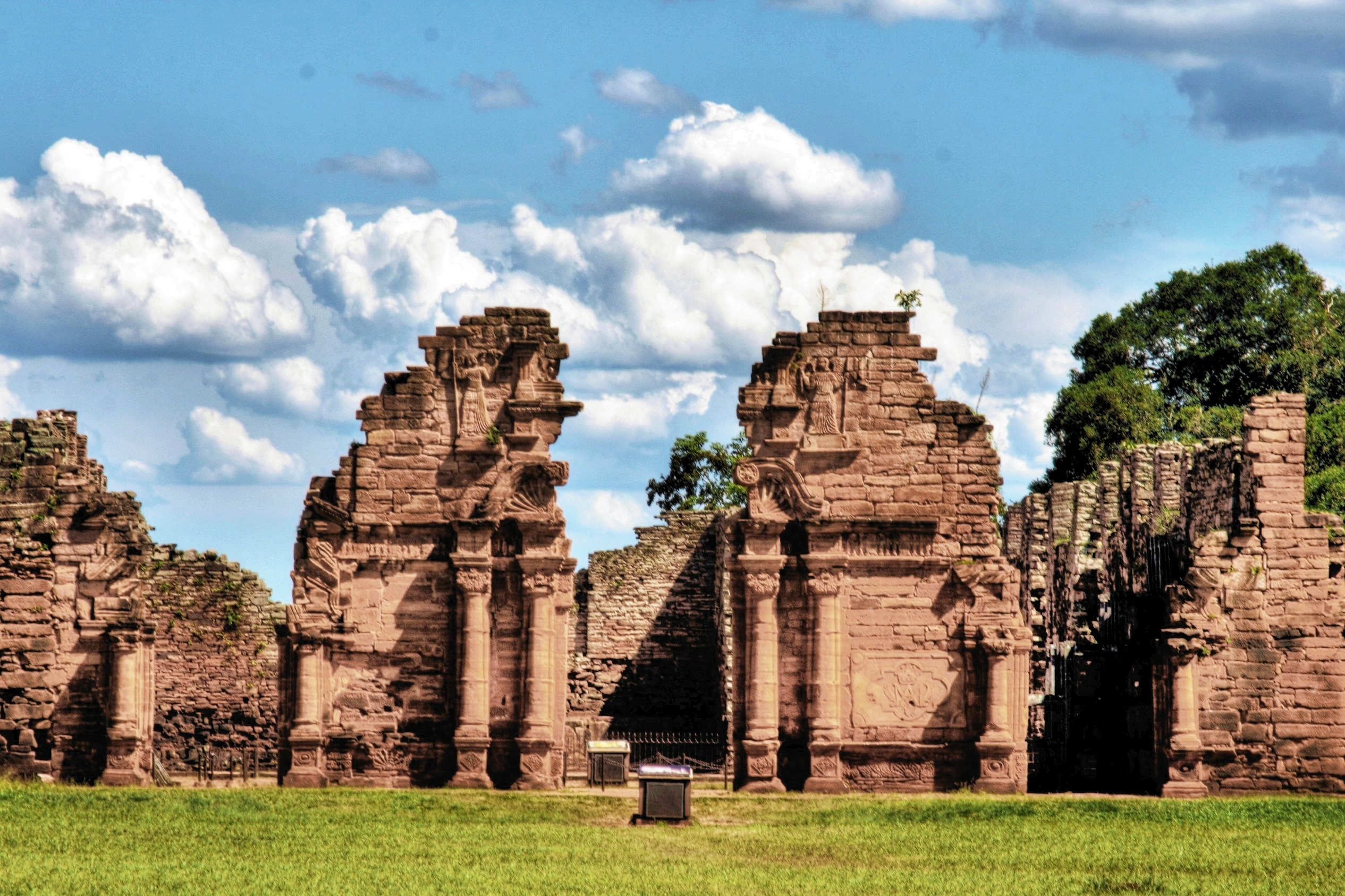
Ruinen der Jesuitenreduktion von San Ignacio Miní, Misiones, Argentinien
Archäologische Ausgrabungsstätte Calera de las Huérfanas, Colonia, Uruguay

Die in den Reduktionen erbauten Kirchen im lokal abgewandelten Kolonialbarock (hölzerne Hallenbauten) sind teilweise zerfallen oder Ruinen, viele davon sind vom Schweizer Hans Roth SJ ab 1972 bis 1979 von Grund auf erneuert worden und werden noch benutzt.

### Welterbe
Heute markieren meistens nur noch Ruinen die Stellen, wo einmal die großen christlichen Gemeinwesen standen. Andere sind mit großem Aufwand wiederhergestellt worden. Folgende Kirchen und Reduktionseinrichtungen sind als UNESCO-Welterbe anerkannt.
- Guaraní in Paraguay: La Santísima Trinidad de Paraná und Jesús de Tavarangüe, Santos Cosme y Damián[17]

- Guaraní in Brasilien und Argentinien: San Ignacio Mini, Santa Ana, Nuestra Señora de Loreto und Santa Maria Mayor (Argentinien), Ruinen von São Miguel das Missões (Brasilien)[18]

- Chiquitos in Bolivien: San Javier (Santa Cruz), Concepción (Santa Cruz), Santa Ana de Velasco, San Miguel, San Rafael, San José[19]

- Córdoba in Argentinien: Jesuitenquartier mit Barockkirche, Universität, Kollegium[20]

## Darstellungen

### Theater, Film
- Schauspiel: Das heilige Experiment von Fritz Hochwälder aus dem Jahr 1942[21][22]
- Film: Mission 1986 von Roland Joffé mit Robert De Niro und Jeremy Irons basierend auf dem Drama Das heilige Experiment

### Fachliteratur
- Elman R. Service: Spanish-Guarani Relations in Early Colonial Paraguay. University of Michigan, 1954.
- Philip Caraman: Ein verlorenes Paradies. Der Jesuitenstaat in Paraguay. Kösel, München 1979, ISBN 3-466-42011-3.
- Felix Becker: Die politische Machtstellung der Jesuiten in Südamerika im 18. Jahrhundert. Zur Kontroverse um den „Jesuitenkönig“ Nikolaus I. von Paraguay; mit einer Faksimilie der „Histoire de Nicolas I“ (1756). Böhlau, Köln/Wien 1980, ISBN 3-412-07279-6. (= Lateinamerikanische Forschungen. Band 8, zugleich Dissertation an der Universität zu Köln 1979 unter dem Titel: „König Nikolaus I. von Paraguay und der Guaranitische Krieg“)
- Gerd Kohlhepp: Jesuitische Guaraní-Reduktionen in Nord-Paraná. In: Paulus Gordan (Hrsg.): Um der Freiheit willen. Eine Festgabe für und von Johannes und Karin Schauff. Neske, Pfullingen 1983, ISBN 3-7885-0257-6, S. 194–208.
- Peter Claus Hartmann: Der Jesuitenstaat in Südamerika 1609–1768. Eine christliche Alternative zu Kolonialismus und Marxismus. Konrad, Weißenhorn 1994, ISBN 3-87437-349-5.
- Piotr Nawrot Teaching of Music and the Celebration of Liturgical Events in the Jesuit Reductions. In: Anthropos, Bd. 99, Nr. 1 (2004), S. 73–84.
- Rolf Decot (Hrsg.): Expansion und Gefährdung. Amerikanische Mission und europäische Krise der Jesuiten im 18. Jahrhundert. von Zabern, Mainz 2004, ISBN 3-8053-3432-X; Vandenhoeck & Ruprecht 2009, ISBN 978-3-525-10075-2. (= Veröffentlichungen des Instituts für Europäische Geschichte, Mainz, Beiheft 63: Abteilung für Abendländische Religionsgeschichte)
- Goethe-Institut Córdoba (Hrsg.): Para una cultura del entendimiento. Las misiones jesuíticas en Latinoamérica / Für eine Kultur des Verstehens. Die Jesuitenmission in Lateinamerika. Goethe-Institut Córdoba, Córdoba 2010, ISBN 978-987-22318-3-5
- Fabian Fechner: Entscheidungsprozesse vor Ort. Die Provinzkongregationen der Jesuiten in Paraguay (1608–1762) (=Jesuitica. Quellen und Studien zu Geschichte, Kunst und Literatur der Gesellschaft Jesu im deutschsprachigen Raum, Bd. 20) Regensburg: Schnell&Steiner 2015, ISBN 978-3-7954-3020-7
- Ernesto J. A. Maeder: Einführung in die Geschichte der Guarani-Missionen. Neue Blicke auf den "Jesuitenstaat" von Paraguay, hrsg. von Eckart Kühne. Aschendorff, Münster 2023, ISBN 978-3-402-24971-0.
- Guillermo Wilde: Religión y poder en las misiones de guaraníes, Buenos Aires 2009, ISBN 978-987-1256-63-1

### Belletristik
- Fritz Hochwälder: Das heilige Experiment. Schauspiel. Reclam, Stuttgart 1964. (1971, ISBN 3-15-008100-9)
- Alfred Döblin: Amazonas. Romantrilogie. dtv, München 1991, ISBN 3-423-02434-8. (Erstausgabe Amsterdam 1937/1938)
- Drago Jančar: Katharina, der Pfau und der Jesuit. Roman, aus dem Slowenischen von Klaus Detlef Olof. Folio, Wien 2007, ISBN 978-3-85256-374-9

### Weitere Quellen
- Ruiz de Montoya: Conquista Espiritual. Madrid 1639.
- Lodovico Antonio Muratori: Il cristianesimo felice nelle missioni de' padri della Compagnia di Gesù nel Paraguai, zwei Bände. Pasquali, Venedig 1743 und 1749.
  - Wissenschaftliche Edition in spanischer Übersetzung unter dem Titel El Cristianismo feliz en las Misiones de los Padres de la Compañía de Jesús en Paraguay. Primera y Segunda Parte. Übersetzt, erläutert und herausgegeben von Francisco Borghesi. Ediciones de la Dirección de Bibliotecas Archivos y Museos, Santiago de Chile 1999, ISBN 956-244-098-2.
- A. Kobler (Hrsg.): Pater Florian Baucke, ein Jesuit in Paraguay (1748–1766). Nach dessen eigenen Aufzeichnungen. Pustet, Regensburg 1870.
- Nicolás del Techo: Historia de la provincia del Paraguay de la Compañia de Jesús: CEPAG, Asunción 2005, ISBN 99925-895-3-1; (Nachdr. d. Ausg. Historia Provinciae Paracuaria Societatis Iesu, Lüttich 1673).

### Tonträger
- CD: Domenico Zipoli, Martin Schmid, Francisco Varayu: Barocke Jesuitenmusik aus den Urwäldern Südamerikas. Dirigent Luis Szarán, Dia-Dienst-Medien München T 2008 CD 05146
- CD: Klaus Väthröder SJ (Hrsg.): Jesuitenmission.de: „Weltweite Klänge 3“, Konzert des internationalen Jugendorchesters der Jesuitenmission in Nürnberg am 13. November 2008, Gesamtleitung Luis Szarán
- CD: Rita Haub: Die Geschichte der Jesuiten. Darmstadt, Auditorium Maximum, 2010, ISBN 978-3-534-60149-3